# Бог Отець у західному мистецтві

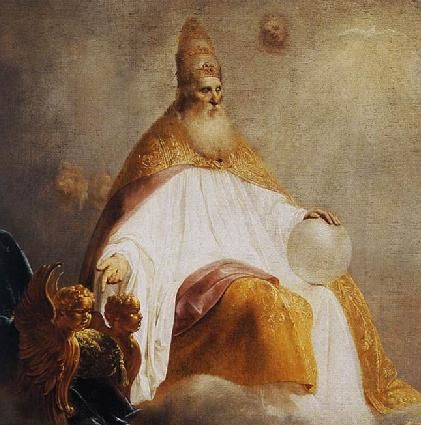
Зображення Бога-Отця (деталь), що пропонує правий трон Христу, Пітер де Греббер, 1654 рік. Утрехт, музей Catharijneconvent. Куля, або земна куля, майже виключно асоціюється з Отцем у зображеннях Трійці.

Близько тисячі років, дотримуючись тлумачень конкретних біблійних уривків, християнські художники уникали зображень Бога в західному християнстві. Спочатку змальовували лише Руку Божу, яка часто виходила з хмари. Поступово змальовувались зображення голови, а згодом і всієї фігури, а після епохи Відродження художні подання Бога-Отця вільно використовувалися в Західній Церкві. 
Бога Отця можна побачити на деяких пізньовізантійських іконах Критської школи, а також на іконах із католицького та православного світів під впливом Заходу, але після того, як Російська православна церква твердо виступила проти його зображення в 1667 році, його навряд чи можна побачити в російському мистецтві. Протестанти, як правило, не схвалюють зображення Бога-Отця і спочатку дуже рішуче.

## Передумови та рання історія
Ранні християни вірили, що слова Книги Виходу 33:20 "Ти не бачиш обличчя Мого, бо Мене ніхто не побачить і не житиме", а також Євангелія від Івана 1:18: "Ніхто не бачив Бога ніколи "мали поширюватися не лише на Отця, але й на всі спроби зобразити Отця. 

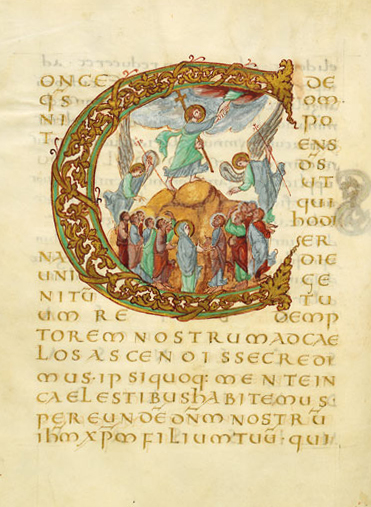
Символ Руки Божої у Вознесінні з Таїнства Дрого, c. 850

Рука Божа, художня метафора, кілька разів зустрічається в єдиній стародавній синагозі з великою збереженою декоративною схемою, синагозі Dura Europos середини III століття, і, ймовірно, була прийнята в ранньохристиянське мистецтво з єврейського мистецтва . Це було поширеним у пізньоантичному мистецтві як на Сході, так і на Заході, і залишалося основним способом зображення дій чи схвалення Бога-Отця на Заході приблизно до кінця романського періоду . Він також представляє ванну Кол (буквально "дочка голосу") або  Божий глас,  подібний до єврейських зображень.
Історично вважається, що Бог-Отець частіше проявляється у Старому Завіті, тоді як Син — у Новому Завіті . Звідси можна сказати, що Старий Завіт особливо стосується історії Отця, а Новий Завіт — історії Сина. Однак у ранніх зображеннях сцен зі Старого Завіту художники використовували традиційне зображення Ісуса, щоб зобразити Отця  особливо в зображеннях історії Адама та Єви, найбільш часто зображуваного старозавітного оповідання, показано в мистецтві раннього середньовіччя. і таку, яка, як вважалося, вимагає зображення Божої фігури, що «ходить у саду» (Буття 3: 8).
Опис у Книзі Буття, природно, зараховує Створення до єдиної фігури Бога, по-християнськи, Бога Отця. Однак перша особа множини в Бутті 1:26 "І сказав Бог: Давайте зробимо людину на наш образ за нашою подобою", а посилання Нового Завіту на Христа як Творця (Іван 1: 3, Колосян 1:15) призвели до ранньохристиянської письменники пов'язують Творіння з Логосом, або вже існуючим Христом, Богом Сином . З IV століття церква також прагнула підтвердити доктрину єдиносутності, підтверджену в Нікейському Символі віри 325 року.
Тому було звичайним зображення Ісуса як Логоса, який замінював Отця і створював світ поодинці, або наказував Ною побудувати ковчег, або розмовляв з Мойсеєм із Палаючого куща .  Також був короткий період у 4 столітті, коли Трійцю зображували як три майже однакові фігури, переважно на зображенні сцен з Буття; Догматичний саркофаг у Ватикані — найвідоміший приклад. У поодиноких випадках ця іконографія зустрічається впродовж середньовіччя і дещо відроджується з 15 століття, хоча і викликала дедалі більше несхвалення церковних властей. Варіант — контракт Енгерранда Квартона на Коронацію Богородиці, який вимагає від нього представляти Отця і Сина Святої Трійці як однакові фігури. 
Один вчений припустив, що постала на престолі фігура в центрі мозаїки апсиди в Санта-Пуденціані в Римі 390-420 рр., яку зазвичай вважають Христом, насправді представляє Бога Отця . 
У таких ситуаціях, як Хрещення Христа, де вказувалося конкретне представлення Бога-Отця, використовувалася Рука Божа, із збільшенням свободи від періоду Каролінгів до кінця романського періоду. Цей мотив зараз, з часу відкриття синагоги Дура-Европос III століття, здається, був запозичений з єврейського мистецтва і зустрічається в християнському мистецтві майже з самого початку.
Використання релігійних зображень загалом продовжувало зростати до кінця VII століття, до того моменту, що в 695 р., Вступивши на престол, візантійський імператор Юстиніан II поставив зображення Христа на лицьовій стороні своїх золотих монет, в результаті чого у розриві, який закінчив використання візантійських типів монет в ісламському світі.  Однак збільшення релігійних образів не включало зображення Бога Отця. Наприклад, хоча вісімдесят другий канон Собору в Трулло в 692 р. Не засуджував конкретно образів Отця, він припускав, що ікони Христа віддавали перевагу старозавітним тіням і фігурам. 
Початок VIII століття став свідком придушення та знищення релігійних ікон, коли розпочався період візантійського іконоборства (буквально руйнування зображень ). Імператор Лев III (717 – 741) припинив використання ікон імператорським указом Візантійської імперії, мабуть, через військові втрати, які він пояснив надмірним шануванням ікон.  Указ (який був виданий без консультації з Церквою) забороняв шанування релігійних зображень, але не поширювався на інші види мистецтва, зокрема образ імператора, або релігійні символи, такі як хрест.  Тоді почали з'являтися богословські аргументи проти ікон з іконоборцями, які стверджували, що ікони не можуть одночасно представляти як божественну, так і людську природу Ісуса. У цій атмосфері навіть не робилися спроб публічно зображати Бога-Отця, і такі зображення почали з'являтися лише через два століття.

## Кінець іконоборства

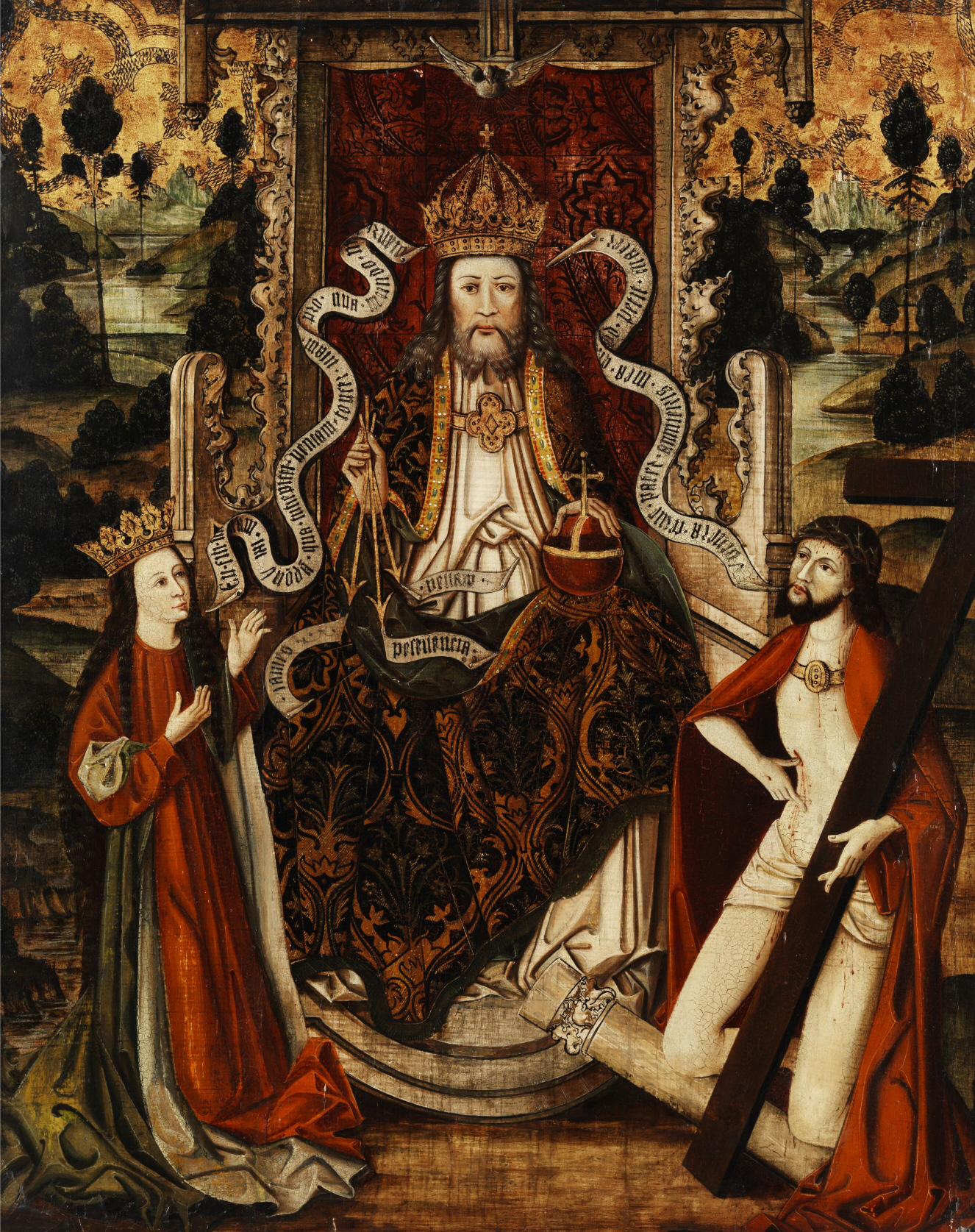
Бог Отець на троні, з Дівою Марією та Ісусом, Вестфалія, Німеччина, кінець XV століття.

Другий Нікейський собор у 787 р. фактично завершив перший період візантійського іконоборства та відновив пошану до ікон та святих образів загалом. Однак це не відразу призвело до масштабних зображень Бога-Отця. Навіть прихильники використання ікон у VIII ст., такі як святий Іван Дамаскін, проводили різницю між зображеннями Бога Отця та зображень Христа.

У своєму трактаті «Про божественні образи» Іван Дамаський писав: «У колишні часи Бог, який не має форми і тіла, ніколи не міг бути зображений. Але тепер, коли в плоті бачиться Бог, що розмовляє з людьми, я створюю образ Бога, якого бачу".  Тут випливає, що якщо Бог-Отець або Дух не стали людиною, видимими і відчутними, зображення та портретні ікони неможливо зобразити. Отже, те, що було правдивим для всієї Трійці до Христа, залишається вірним для Отця і Духа, але не для Слова. Іван Дамаський писав: 
Якщо ми спробуємо створити образ невидимого Бога, це справді було б гріховно. Неможливо зобразити того, хто без тіла: невидимий, необмежений і без форми.

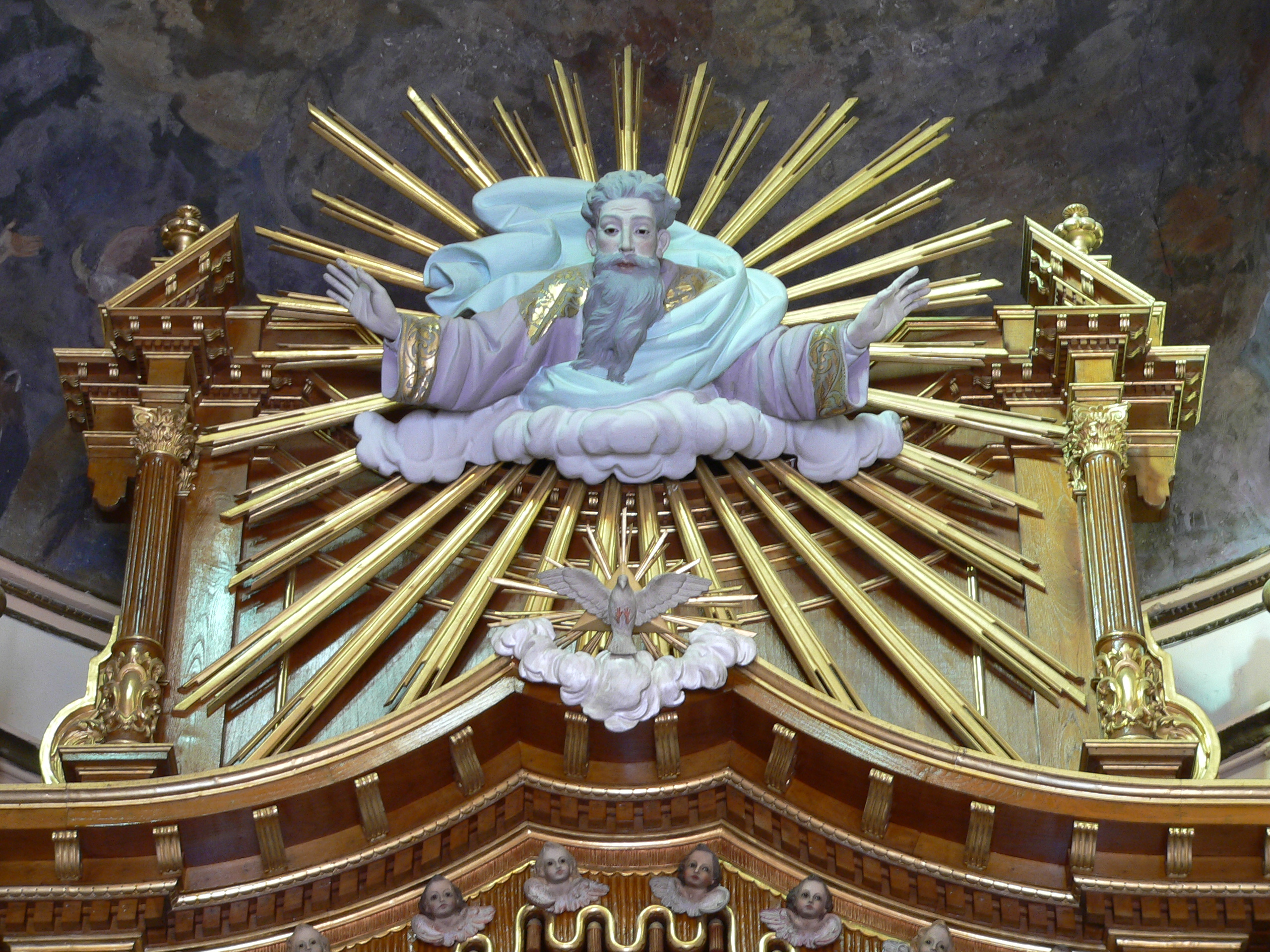
Ермітаж на Голгофі, Алькора, Іспанія, 18 століття.

Близько 790 року Карл Великий замовив комплект з чотирьох книг, які стали відомими як Libri Carolini (тобто "Книги Карла"), щоб спростувати те, що його суд помилково сприймав як іконоборчі укази Візантійського Другого Нікейського собору щодо священних зображень. Хоча в середні віки ці книги були недостатньо відомими, ці книги описують ключові елементи католицької теологічної позиції щодо священних образів. Для Західної церкви образи були просто предметами, зробленими майстрами, які використовувались для стимулювання почуттів вірних та поважали їх заради представленого предмета, а не самі по собі.
Константинопольський собор (869 р.) (який Західна церква вважала Вселенським, але не Східна) підтвердив рішення Другого Нікейського собору і допоміг ліквідувати залишкиіконоборства. Зокрема, його третій канон вимагав, щоб образ Христа мав шанування, рівне тому, що євангельська книга: 
Ми постановляємо, що священний образ нашого Господа Ісуса Христа, визволителя і Спасителя всіх людей, повинен шануватися з такою ж честю, як це дається в книзі святих Євангелій. Бо як мовою слів, що містяться в цій книзі, всі можуть досягти порятунку, так завдяки дії, яку ці образи здійснюють за допомогою своїх кольорів, усі мудрі та прості, можуть отримати від них прибуток.
Але в 869 році в Константинополі безпосередньо не звертались до образів Бога-Отця. Список дозволених ікон був перерахований на цьому Соборі, але зображення Бога-Отця серед них не було. Однак загальне прийняття ікон та святих зображень стало створювати атмосферу, в якій можна було б зобразити Бога-Отця. 

## Середні віки до епохи Відродження

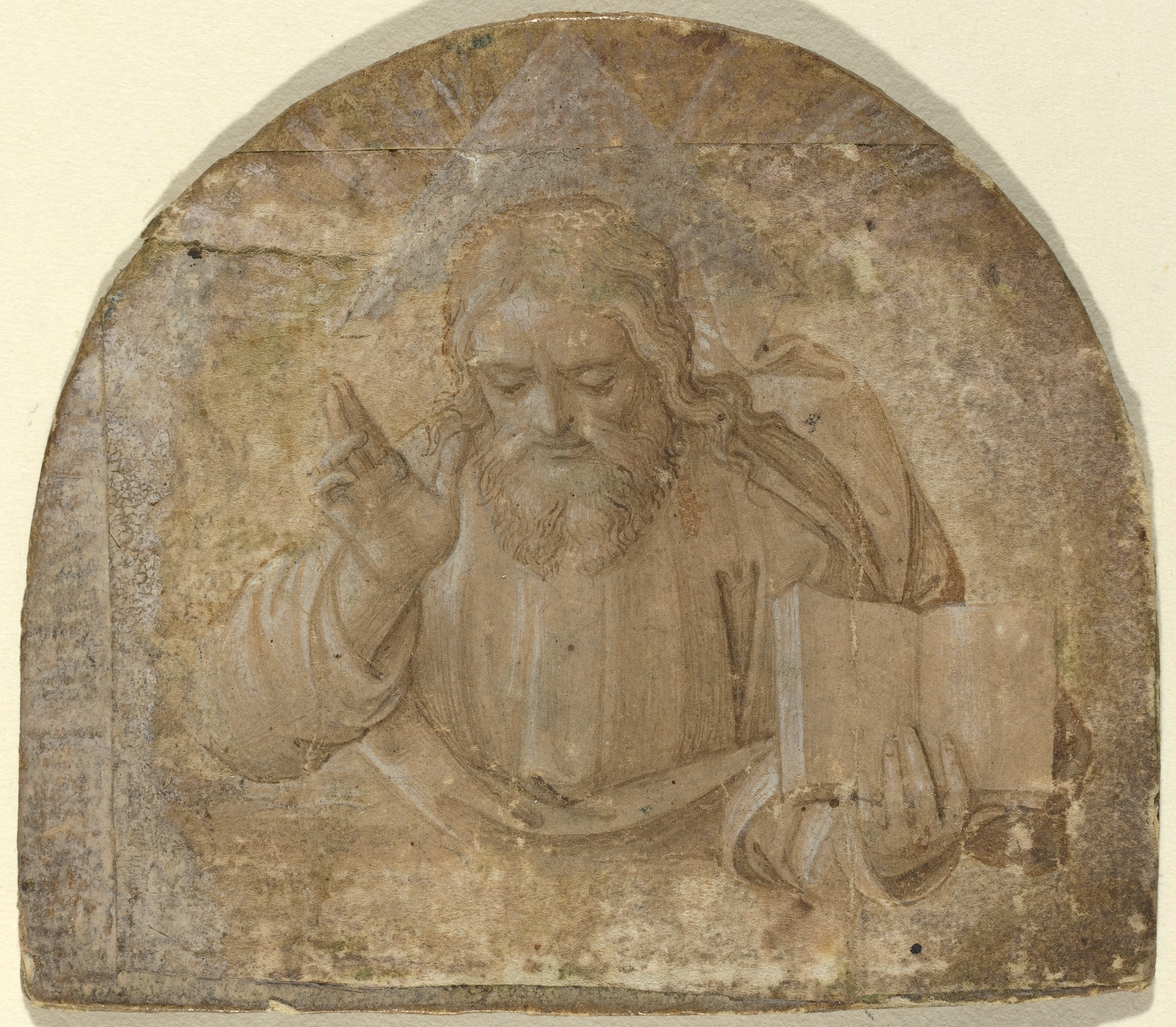
Бог Батько, піднявши в благословення праву руку, з трикутним ореолом, що представляє Трійцю, Джироламо дай Лібрі с. 1555 рік.

До X століття не робилося спроб представити окреме зображення як повноцінної людської фігури Бога-Отця в західному мистецтві .  Проте західне мистецтво зрештою вимагало певного способу проілюструвати присутність Отця, тому завдяки послідовним уявленням набір художніх стилів для зображення Отця в людській формі поступово виник приблизно в X столітті н. е.
Здається, коли ранні художники, призначені представляти Бога-Отця, страх і трепет стримували їх від окреслення цілої людини. Зазвичай буде представлена лише невелика частина, як правило, рука, а іноді і обличчя, але рідко ціла людина. На багатьох зображеннях фігура Сина витісняє Отця, тому зображена менша частина особи Отця.
До XII століття зображення Бога-Отця почали з'являтися у французьких ілюмінованих рукописах, які як менш публічна форма часто могли бути більш авантюрними в своїй іконографії та в вітражах церковних вікон в Англії. Спочатку голова або погруддя зазвичай показувались у певній формі хмар у верхній частині картинного простору, де раніше з'являлася Рука Божа; Хрещення Христа на знаменитій купелі у Льєжі Райнера Гуйського є прикладом з 1118 року (Рука Божа використовується в іншій сцені). Поступово кількість зображеного тіла може збільшитися до фігури в половину довжини, потім у повний зріст, як правило, на престолі, як на фресці Джотто c. 1305 в Падуї .  У XIV столітті в Неапольській Біблії було зображено Бога Отця в Палаючому кущі . На початку 15 століття Рокішний часослов герцога Беррійського має значну кількість зображень, включаючи літню, але високу та елегантну фігуру в повний зріст, що ходить Едемським садом (галерея), на яких показано значне різноманіття явного віку і плаття. "Райські ворота" Флорентійського баптистерію Лоренцо Гіберті, розпочаті в 1425 році, показують подібного високого Отця в повний зріст. Книга годин Рохана приблизно 1430 р. Також включала зображення Бога-Отця в напівметражній людській формі, яка тепер ставала стандартною, а Рука Божа — рідшою. У той же період в інших роботах, таких як великий вівтар Генезиса гамбурзького живописця Мейстера Бертрама, продовжувалося використовувати старе зображення Христа як Логосу в сценах Буття. У XV столітті існувала коротка мода зображувати всіх трьох осіб Трійці як подібні або однакові фігури зі звичайною зовнішністю Христа .

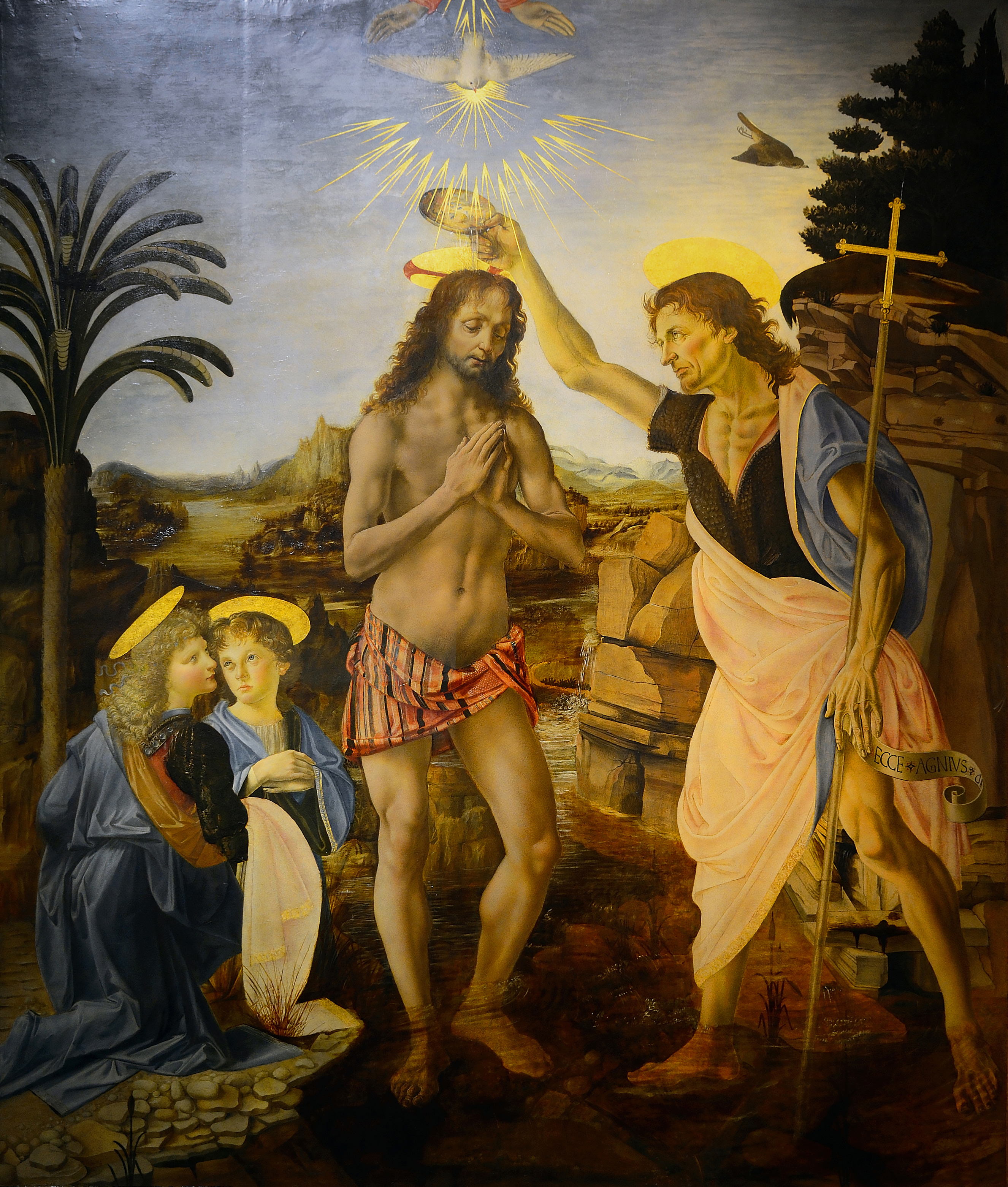
Дві " Божі руки " (відносно незвично) і Святий Дух як голуб у Хрещенні Христа, Верроккіо, 1472.

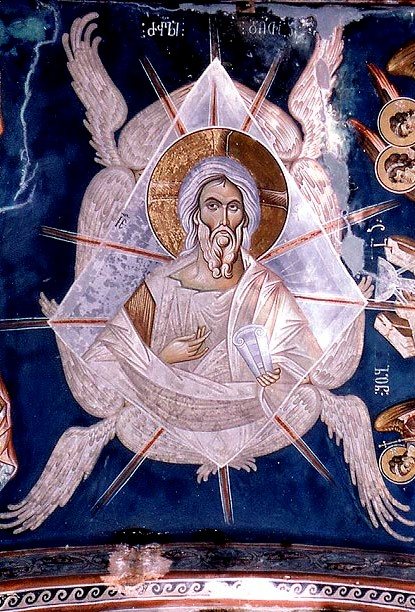
Древні дні, фреска XIV століття з міста Убісі, штат Джорджія.

У ранній венеціанській школі "Коронація Богородиці" Джованні д'Алеманьї та Антоніо Віваріні (близько 1443 р.) (Див. Галерею нижче) Батько зображений у поданні, яке послідовно використовували інші художники, а саме як патріарх, з доброзичливим, проте потужний вигляд обличчя та довге біле волосся та борода, зображення, значною мірою похідне та виправдане описом Стародавнього часу у Старому Завіті, найближчим підходом до фізичного опису Бога у Старому Завіті: 
. ... сидів Стародавній днів, одяг якого був білим, як сніг, а волосся на голові, як чиста шерсть: трон його був як полум'я полум'я, а колеса — як палаючий вогонь. (Даниїла 7: 9)
У Благовіщенні Бенвенуто ді Джованні в 1470 році Бог-Батько зображений у червоній мантії та капелюсі, схожому на кардинала. Тим не менше, навіть в останній частині 15 — го століття, уявлення Отця і Святого Духа, як «руки і голуб» тривали, наприклад, в Хрещенні Верроккьо про Христа в 1472 році.
На ренесансних картинах поклоніння Трійці Бог може бути зображений двома способами, або з акцентом на Отця, або на трьох елементах Трійці. Найбільш звичне зображення Трійці в мистецтві Відродження зображує Бога Отця як старого, зазвичай з довгою бородою і патріархальним зовні, іноді з трикутним ореолом (як посилання на Трійцю) або з папською діадемою, спеціально у живописі північного Відродження. На цих зображеннях Батько може тримати глобус або книгу. Він знаходиться позаду і над Христом на Хресті в іконографії Престолу Милосердя . Голуб, символ Святого Духа, може парити вгорі. На зображенні можуть бути присутні різні люди з різних класів суспільства, наприклад, королі, папи або мученики.
Куля рідко демонструється. Книга, хоча її часто зображують з Отцем, не є показником Отця, а також використовується разом із Христом.

## Від епохи Відродження до бароко
Уявлення про Бога Отця і Трійцю зазнавали нападу як з боку протестантів, так і в рамках католицизму, з боку янсеністських і байанських рухів, а також більш ортодоксальних теологів. Як і у випадку з іншими нападами на католицькі образи, це мало наслідком як зменшення підтримки Церквою менш центральних зображень, так і посилення її для основних. У Західній церкві тиск на стримування релігійних образів призвів до надзвичайно впливових указів заключної сесії Трентійського собору 1563 року. Укази Тридентського собору підтвердили традиційну католицьку доктрину, згідно з якою зображення відображають лише зображену особу, і що шанування перед ними віддається особі, а не зображенню.
Художні зображення Бога-Отця в подальшому були суперечливими в католицькому мистецтві, але менш поширені зображення Трійці були засуджені. У 1745 р. Папа Римський Бенедикт XIV явно підтримав зображення Престолу Милосердя, посилаючись на "Стародавні дні", але в 1786 р. Папі Пію VI все ще було потрібно видати папську буллу, що засуджує рішення італійської церковної ради видалити всі зображення Трійці з церков.

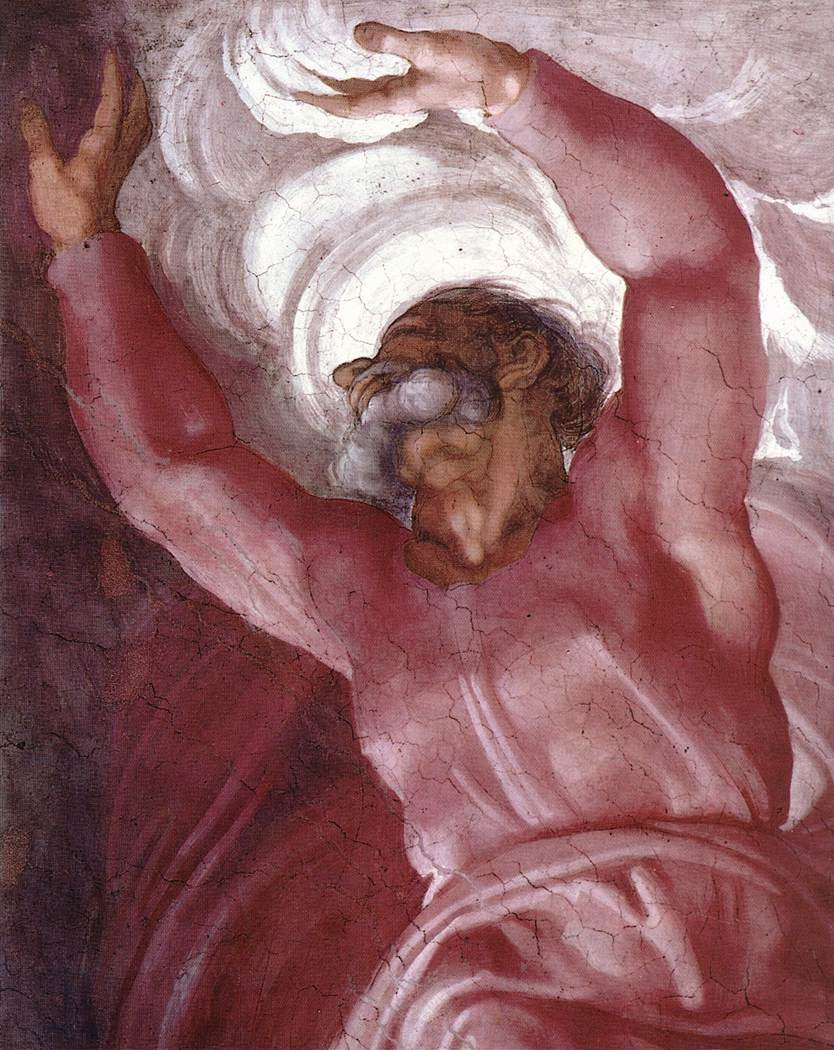
Відокремлення світла від темряви, Мікеланджело, перша половина 1512 року.

Бог Батько з'являється в декількох сценах Буття в стелі Сікстинської капели Мікеланджело, найвідоміше — Створення Адама. Бог-Батько зображений у вигляді могутньої фігури, що плаває в хмарах у Тиціановому Успінні Богородиці у Венеціанському Фрарі, яким давно захоплювались як шедевр мистецтва Високого Відродження. Церква Гесо в Римі включає низку зображень Бога-Отця 16 століття. На деяких з цих картин Трійця все ще згадується з точки зору трьох ангелів, але Джованні Баттіста Фіаммері також зобразив Бога-Отця, що їде на хмарі над сценами.
Як на Страшному суді, так і на картинах "Коронація Богородиці" Рубенса він зобразив Бога Отця у тому вигляді, який на той час став широко прийнятим, як бородату патріархальну фігуру над сутичкою. У XVII столітті двоє іспанських художників Веласкес (чий тесть Франциско Пачеко відповідав за затвердження нових образів для інквізиції) і Мурільо зобразили Бога Отця як патріархальну фігуру з білою бородою (див. Галерею внизу) у фіолетовому халаті.
Поки в Італії, Іспанії, Німеччині та Пониззі зростали уявлення про Бога Батька, в інших регіонах Європи існував опір, навіть протягом XVII століття. У 1632 р. Більшість членів Зоряної палати в Англії (крім архієпископа Йорка) засудили використання зображень Трійці у церковних вікнах, а деякі вважали їх незаконними. Пізніше в XVII столітті сер Томас Браун писав, що вважає зображення Бога-Отця старим людиною "небезпечним вчинком", який може призвести до єгипетської символіки. У 1847 р. Чарльз Вінстон все ще критикував такі образи, як "римська течія".
У 1667 р. 43-й розділ Великого Московського Собору спеціально включав заборону на ряд зображень Бога-Отця і Святого Духа, що також призвело до того, що цілий ряд інших ікон був внесений до забороненого списку найбільше впливає на зображення західного стилю, що набирали популярности в православних іконах. Собор також проголосив, що особою Трійці, яка була "Прадавньою днів", був Христос, як Логос, а не Бог Батько. Однак деякі ікони продовжували виготовляти в Росії, а також Греції, Румунії та інших православних країнах.

## Галерея мистецтв

### XV століття

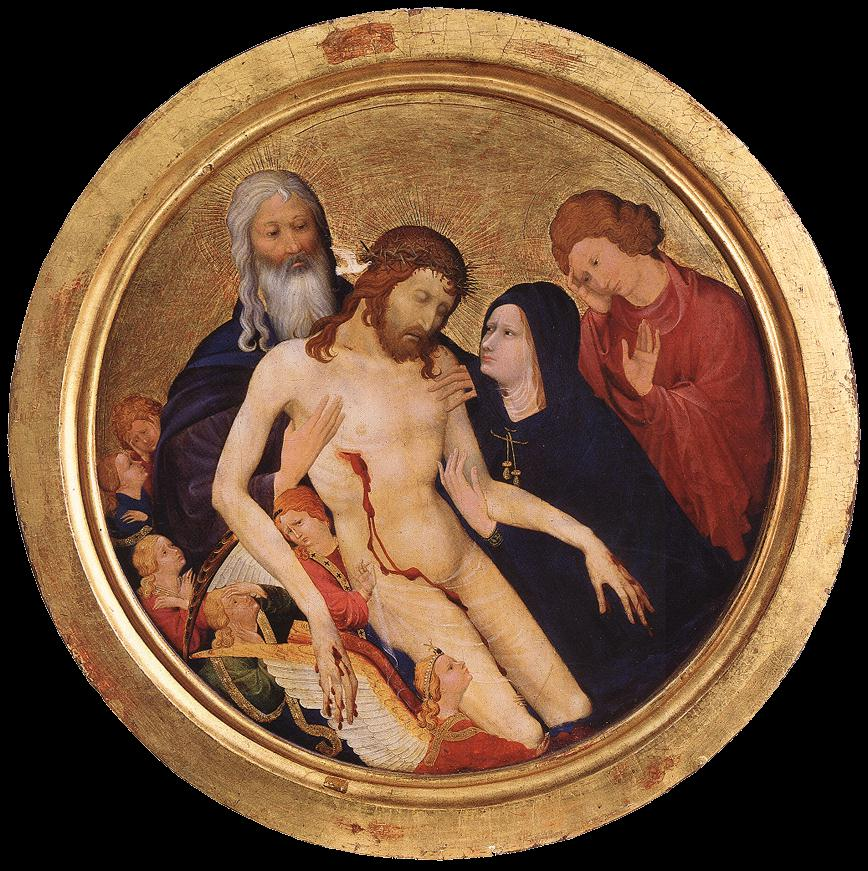
П’єта з Богом Отцем і голубом Святого Духа, Жан Малуель 1400-1410
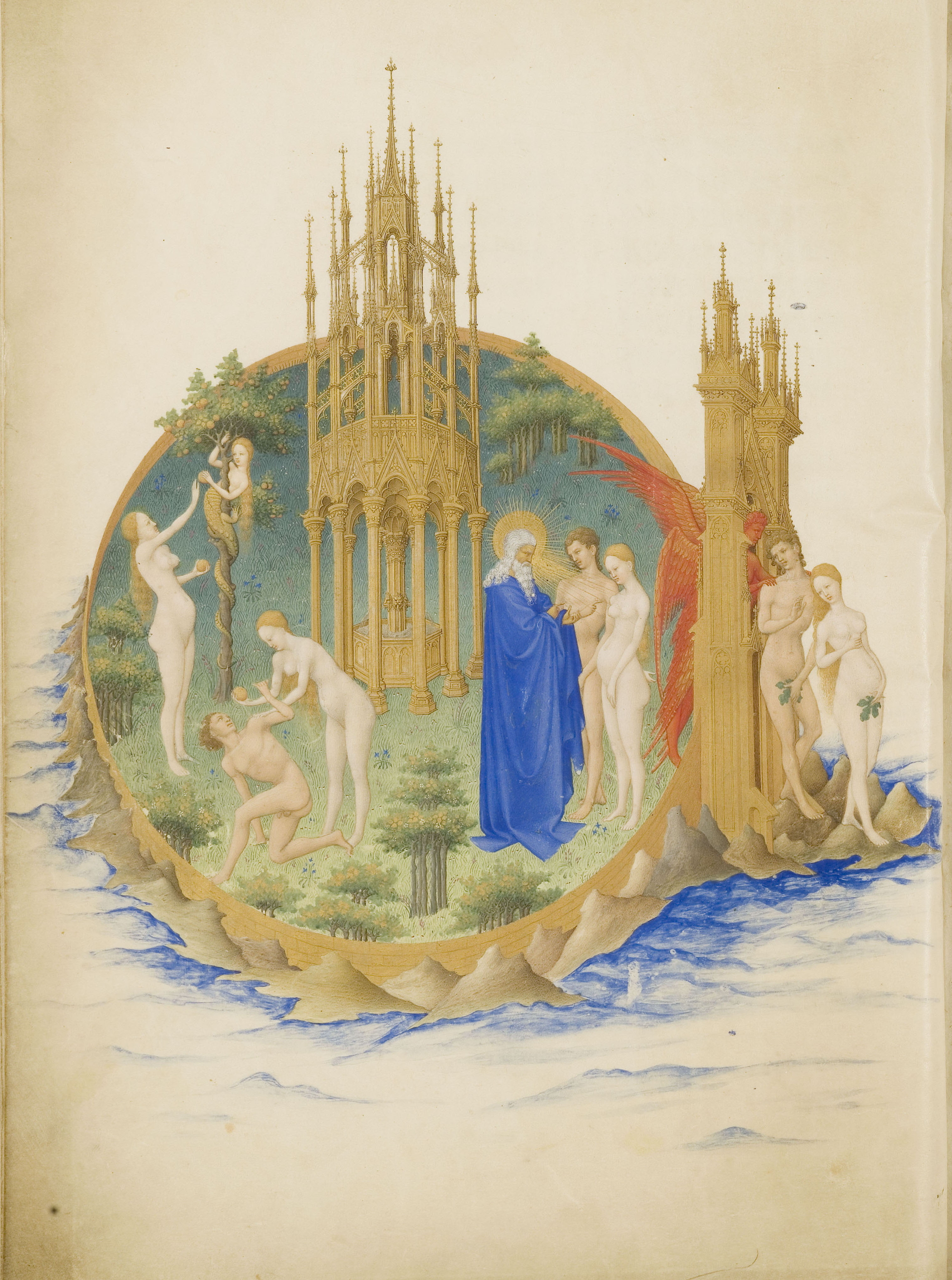
Брати Лімбурґ, 1410–15, у Très Riches Heures du Duc de Berry
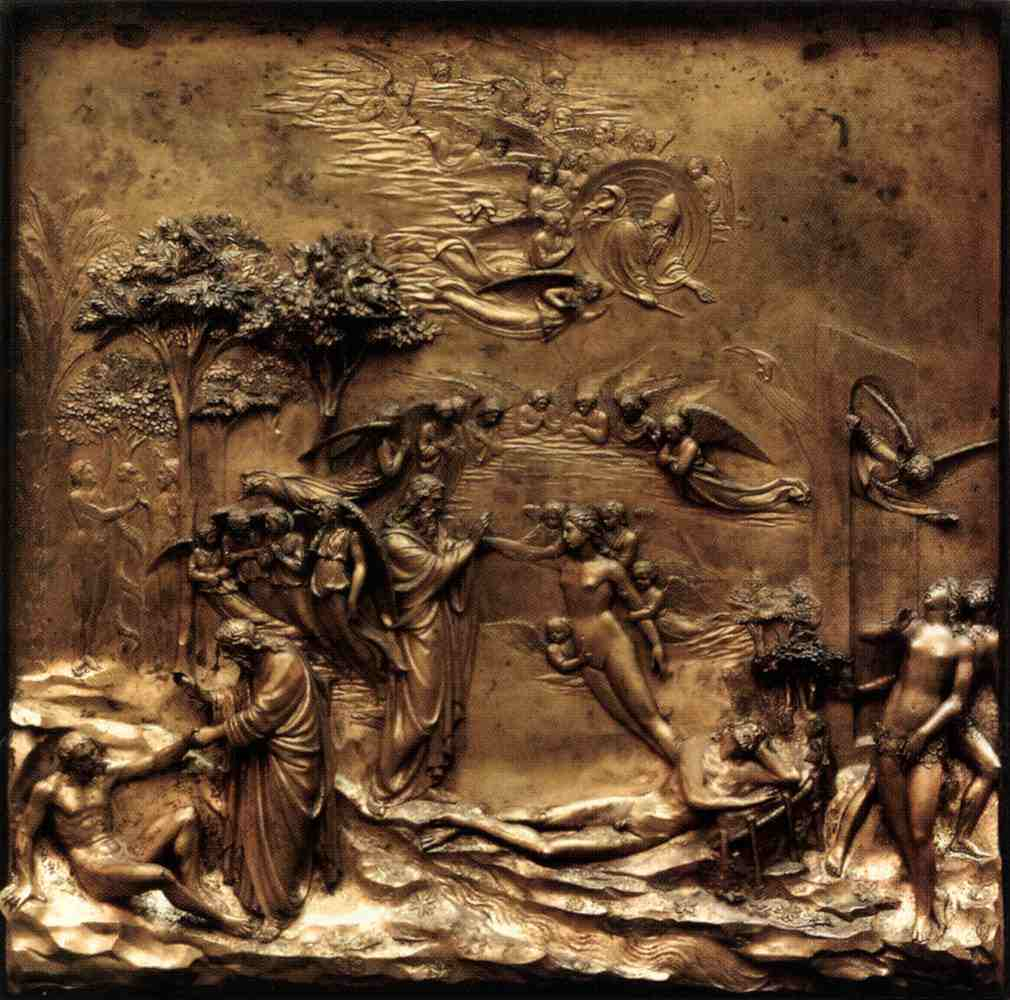
Створення Адама та Єви, Лоренцо Гіберті, близько 1425 р., Флоренція Баптистерій
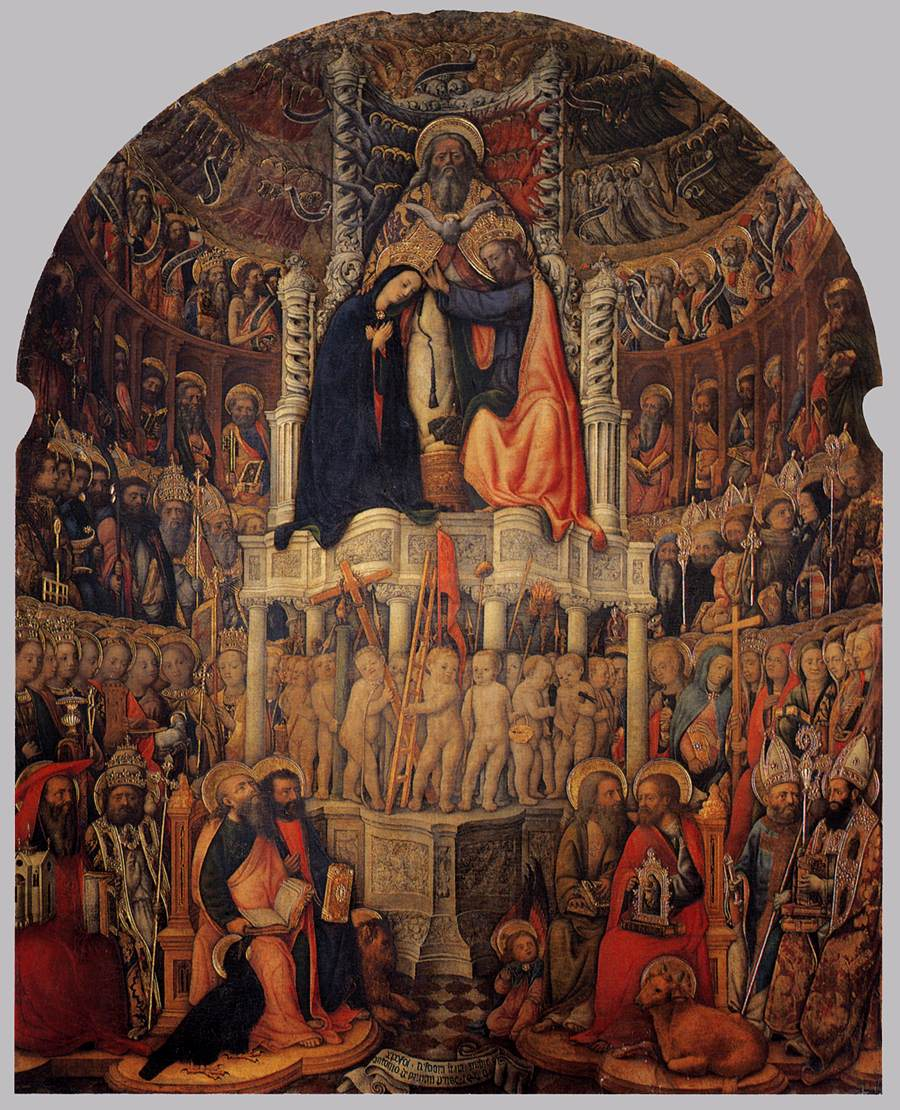
Джованні д’Алеманья та Антоніо Віваріні, с. 1443
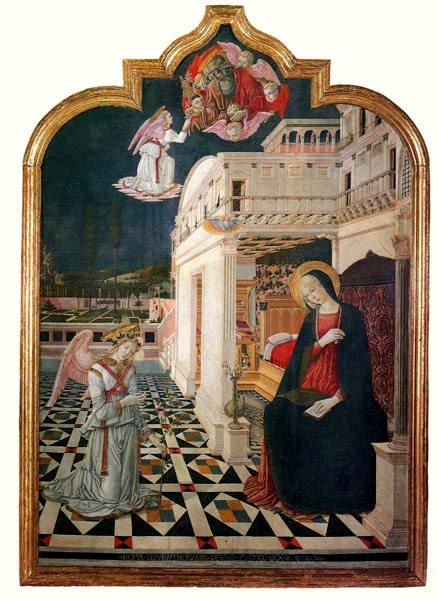
Бенвенуто ді Джованні, 1470
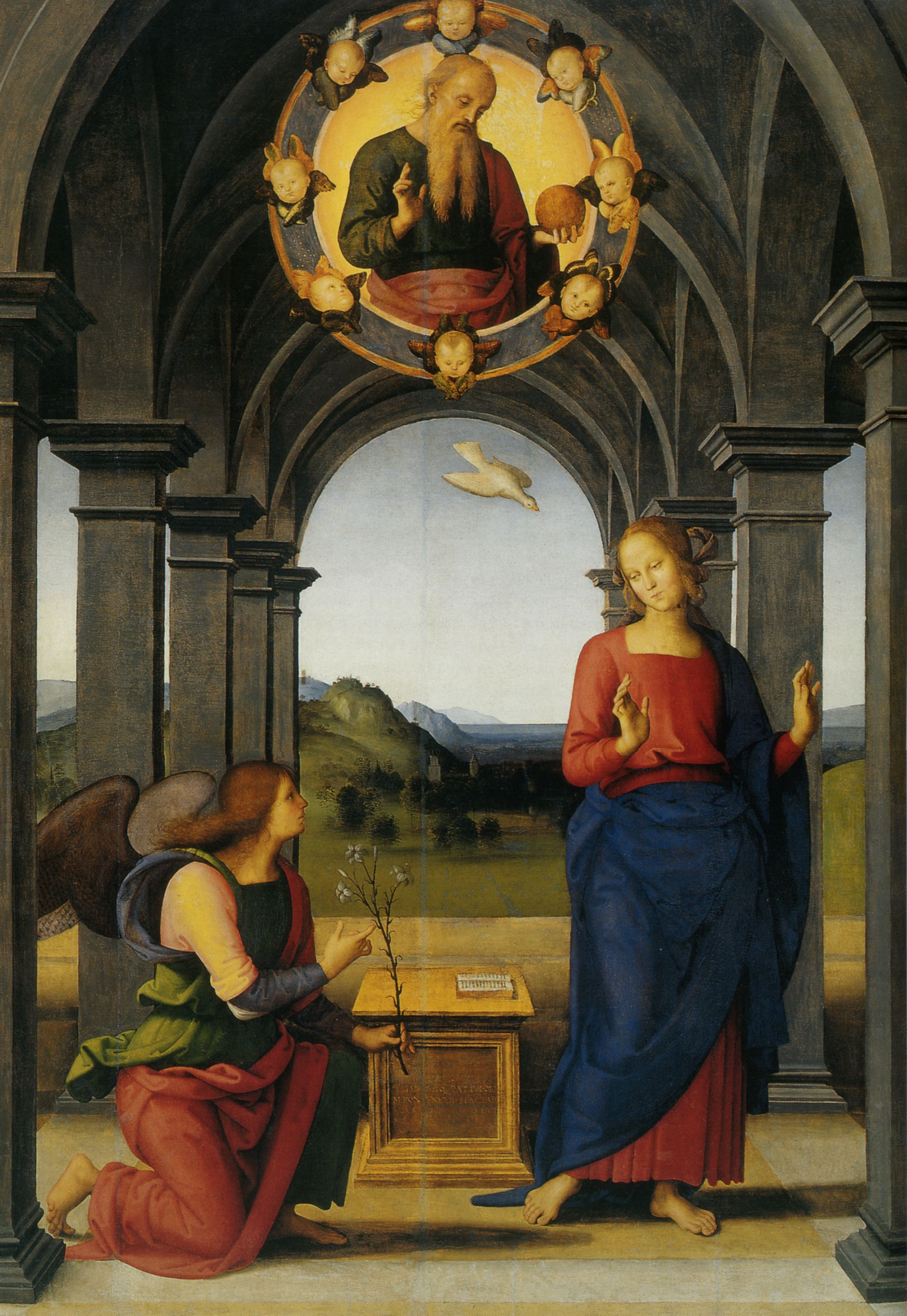
П’єтро Перуджіно, Благовіщення, 1489 рік
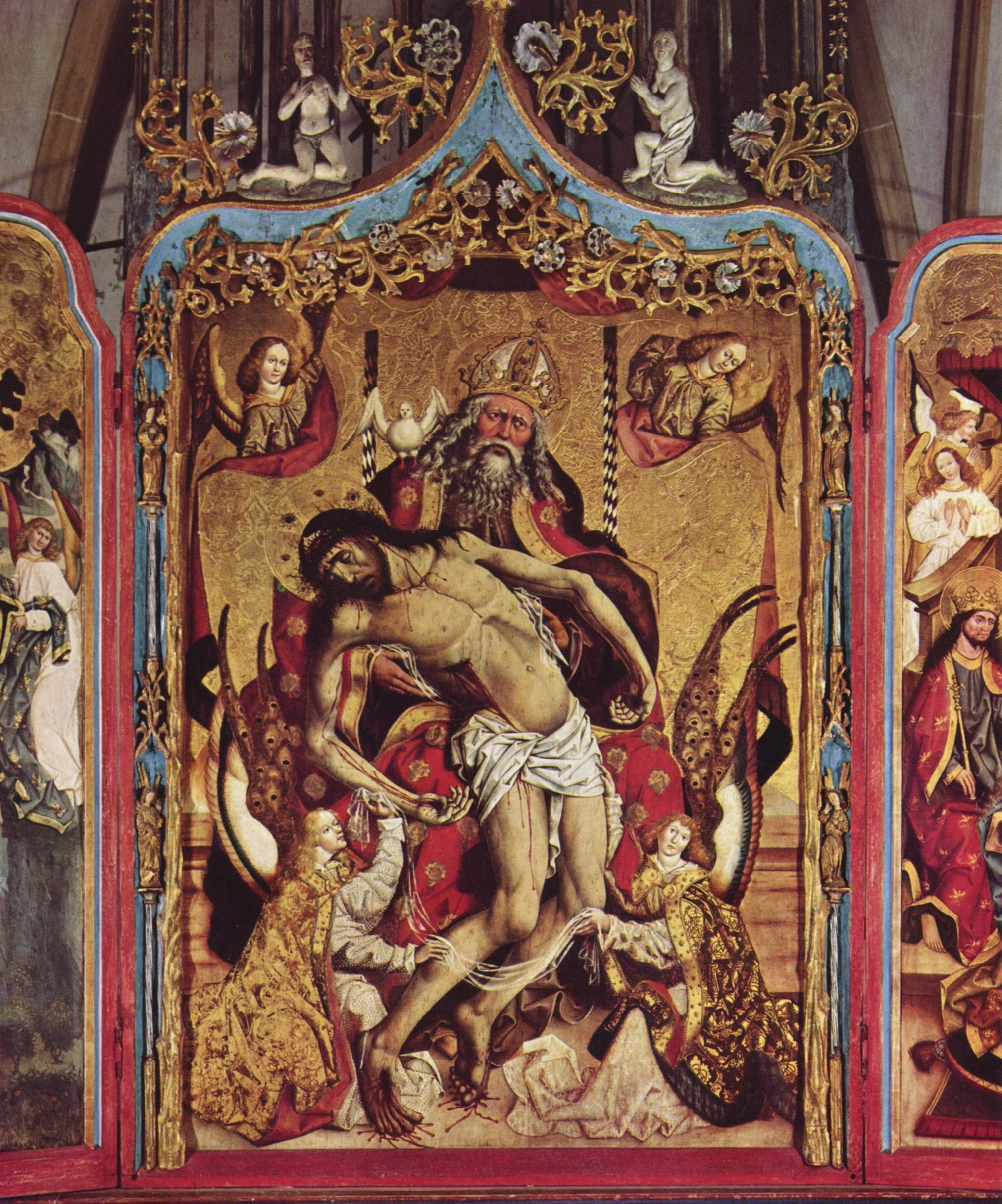
Gottes Not, німецький П'єта- варіант Трона Милосердя, Ян Полак, 1491
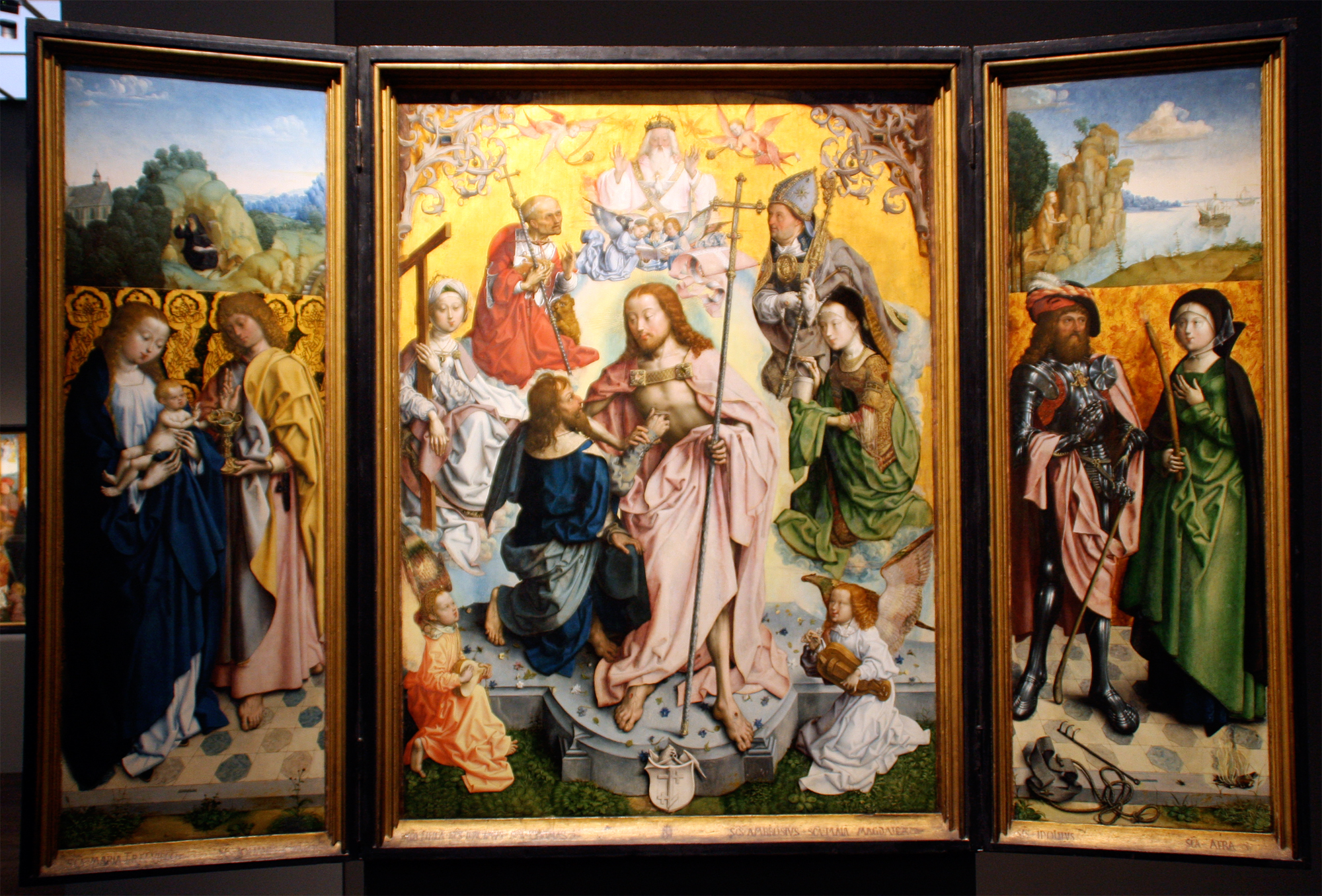
Майстер вівтаря Святого Варфоломія, 1495 рік

### XVI століття

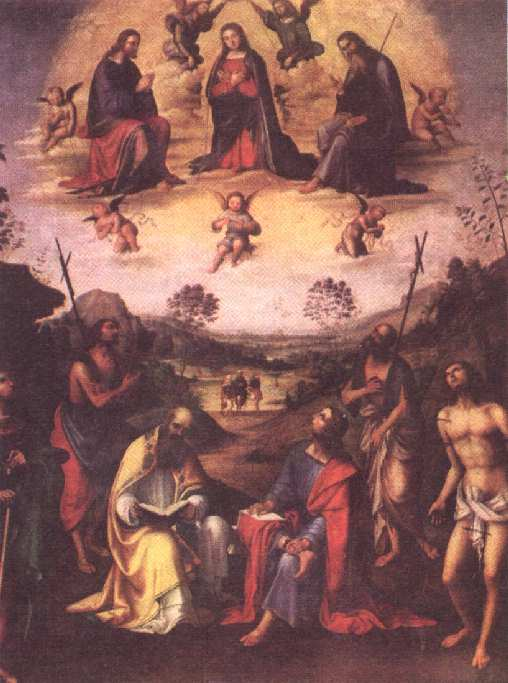
Лоренцо Коста, Коронування Богородиці та святих, 1501
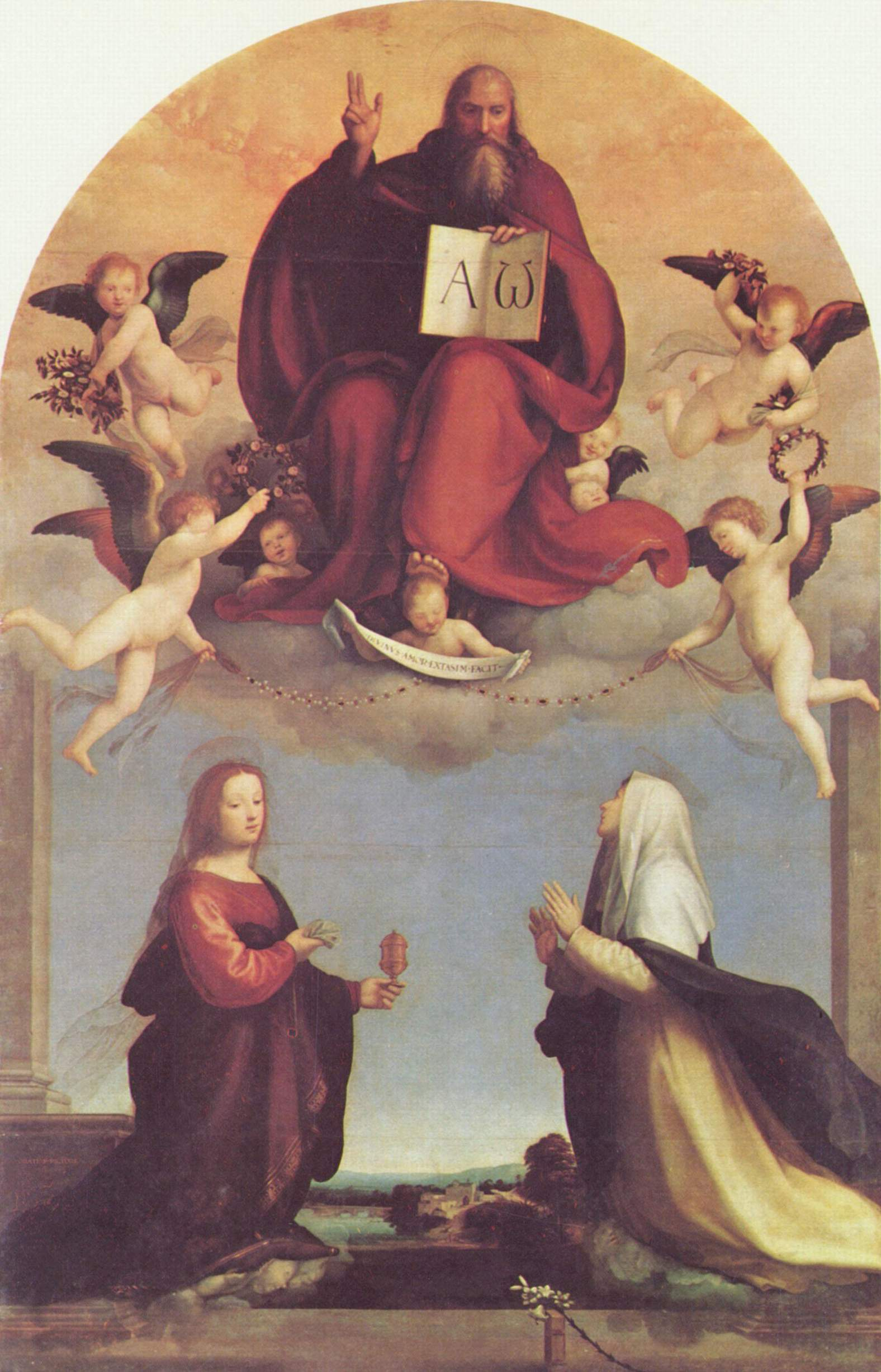
Фра Бартоломео, 1509 рік
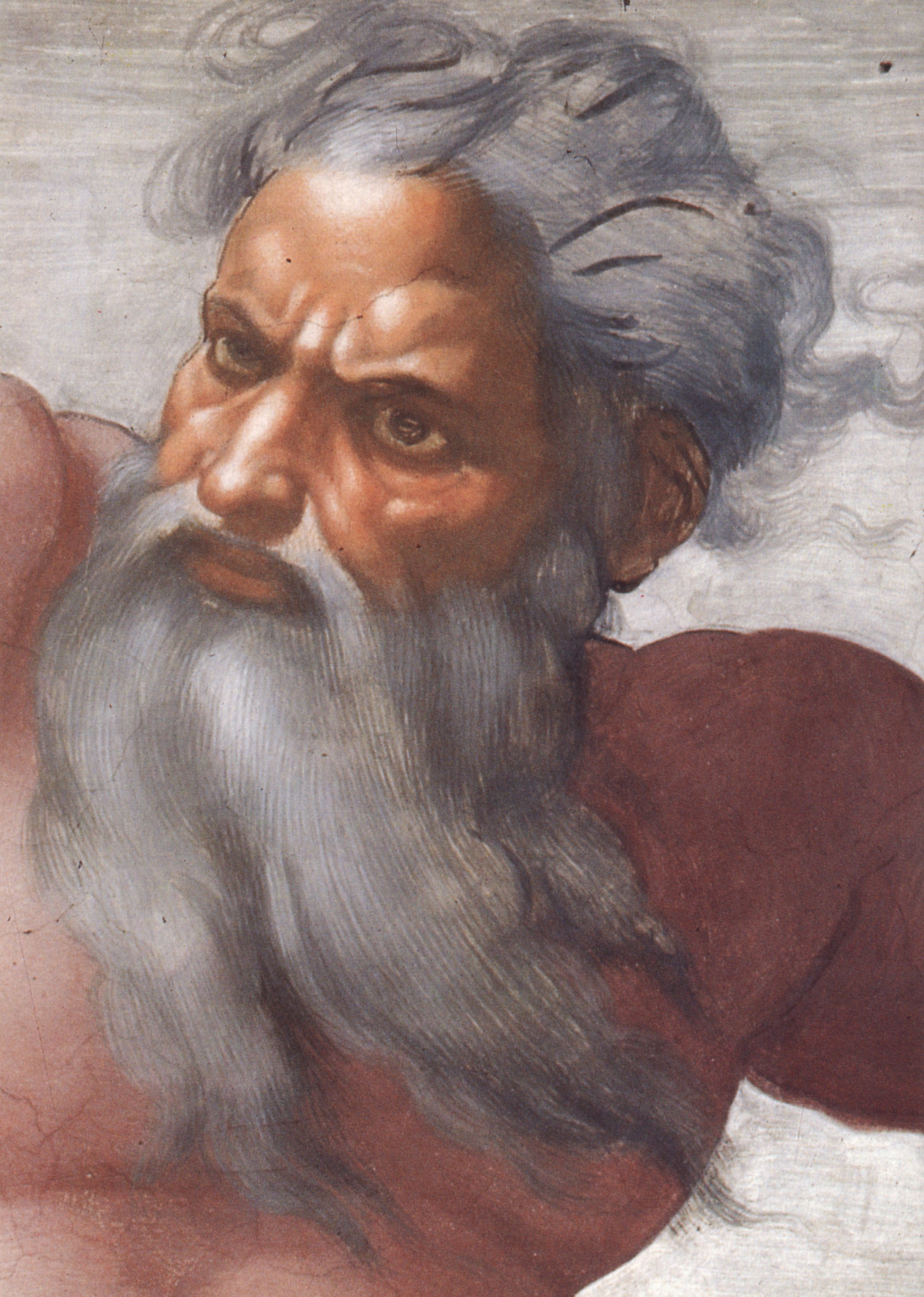
Мікеланджело, Створення Сонця і Місяця (деталь), 1511
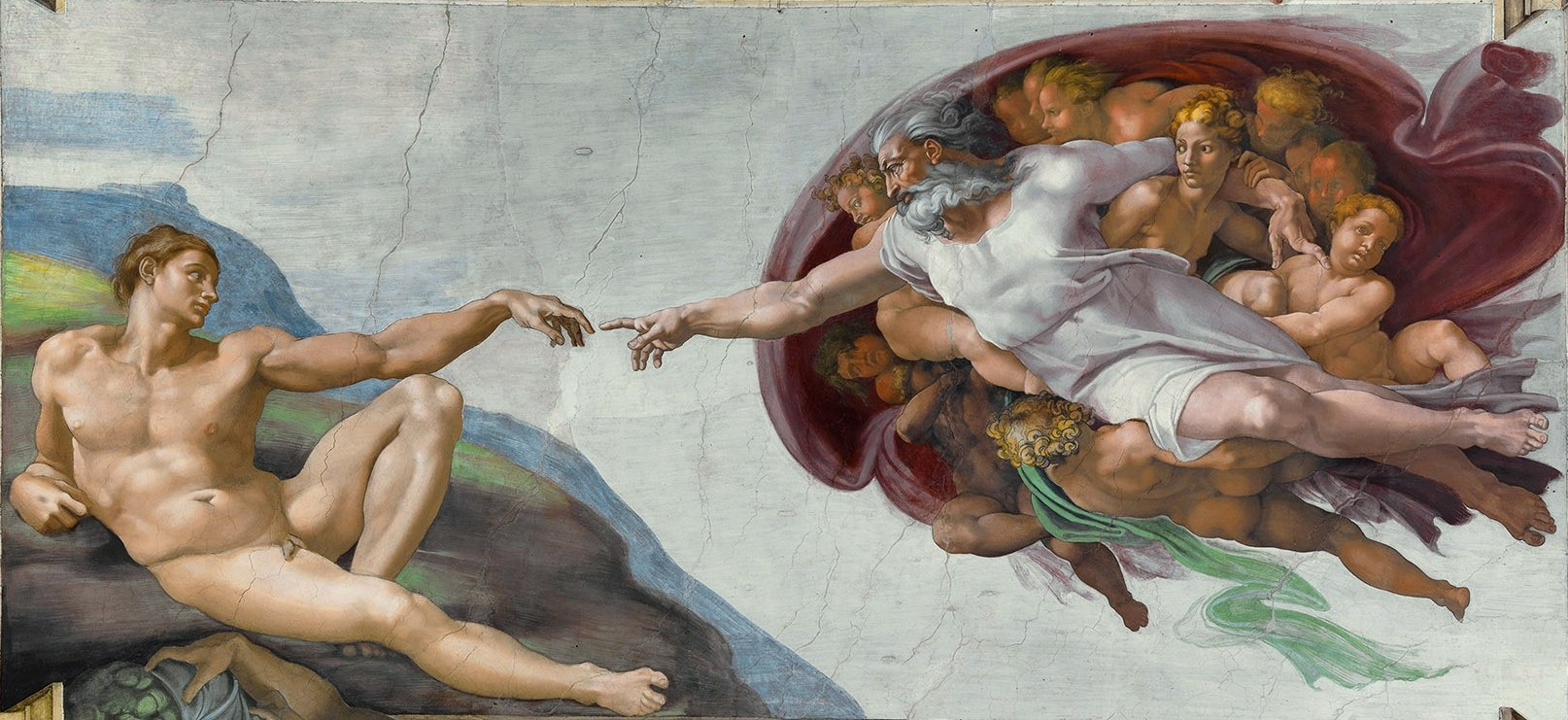
Мікеланджело, Створення Адама, 1511
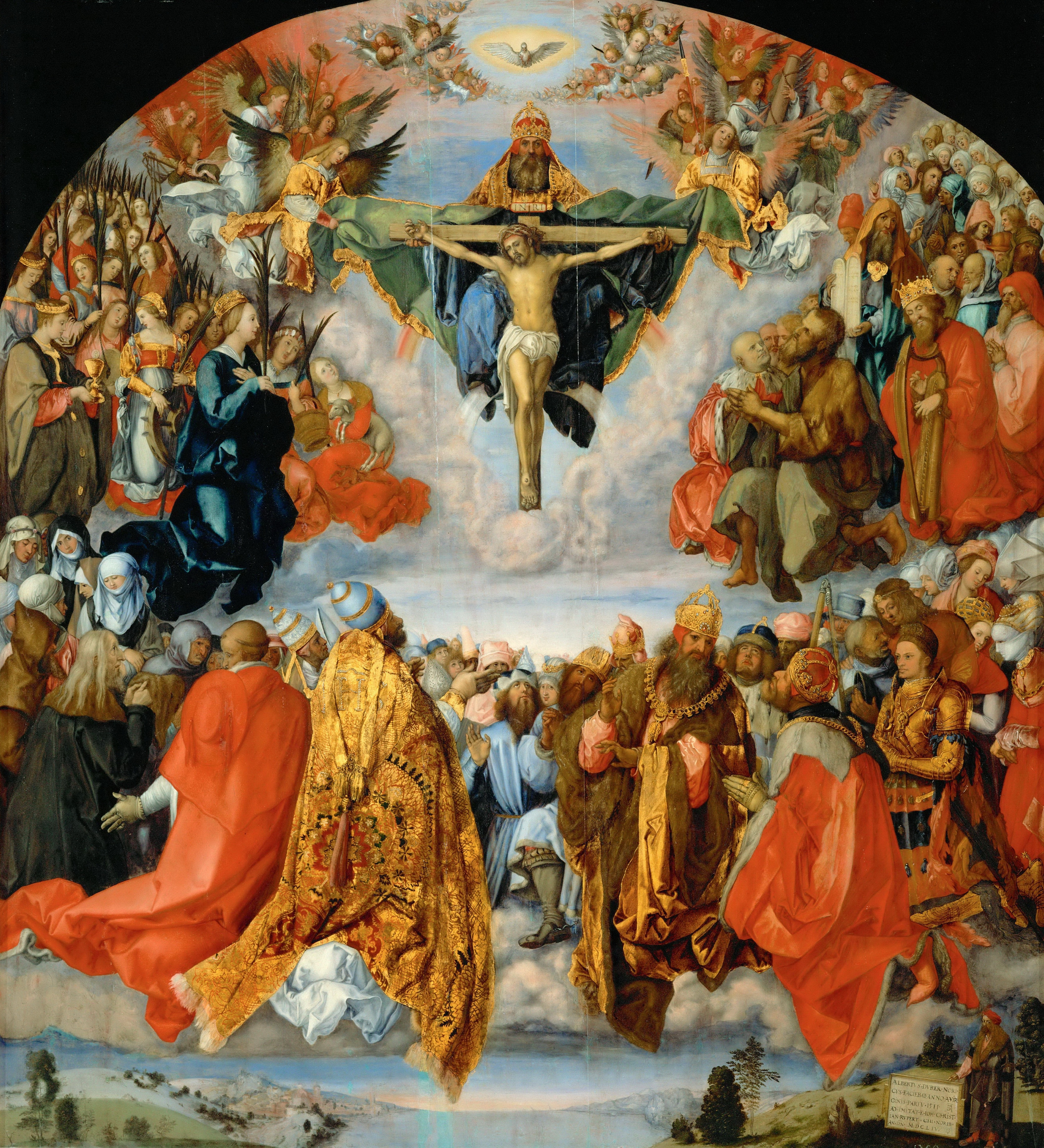
Альбрехт Дюрер, 1511 рік
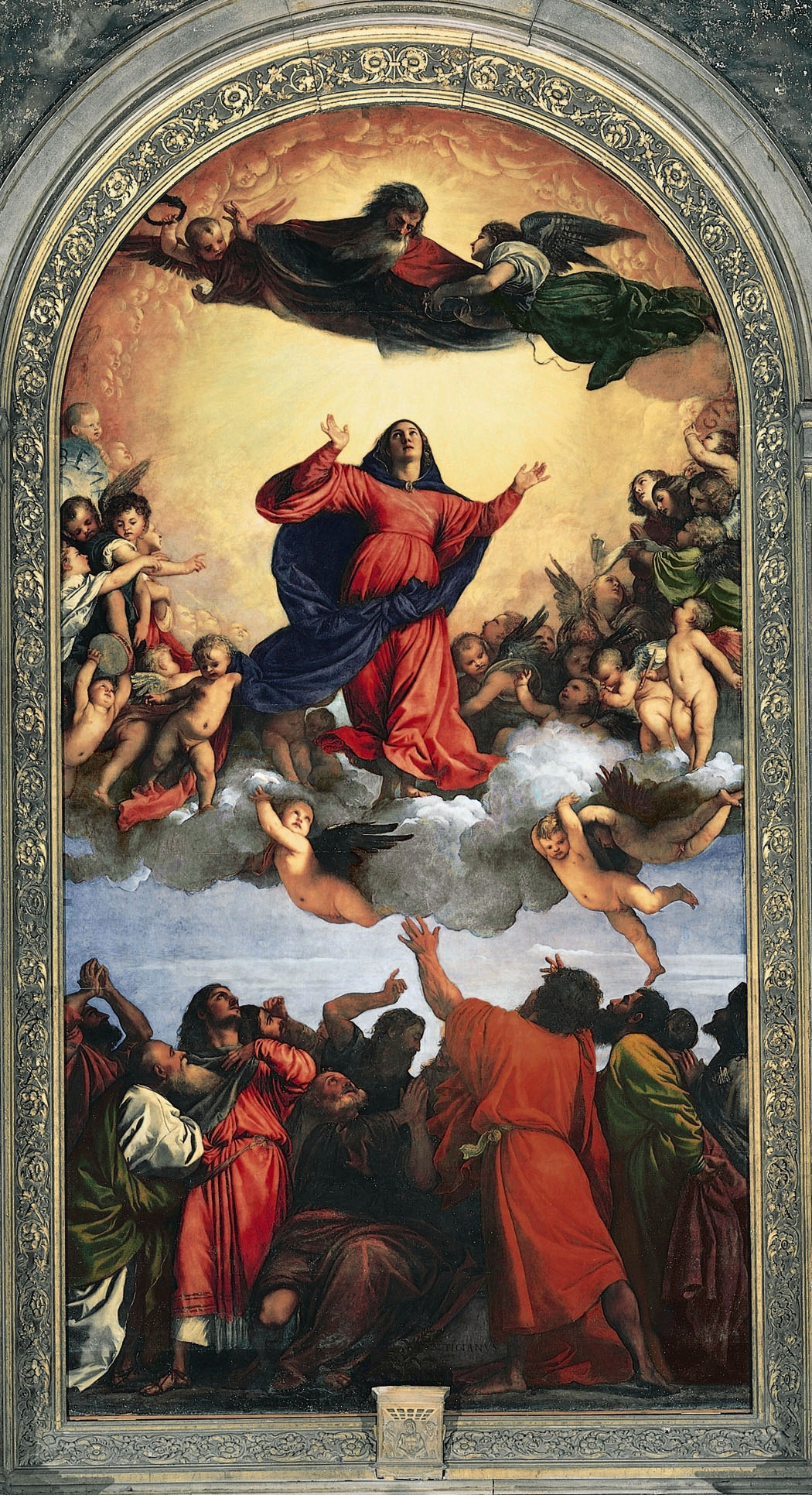
Тіціан, Успіння Богородиці 1516–1518
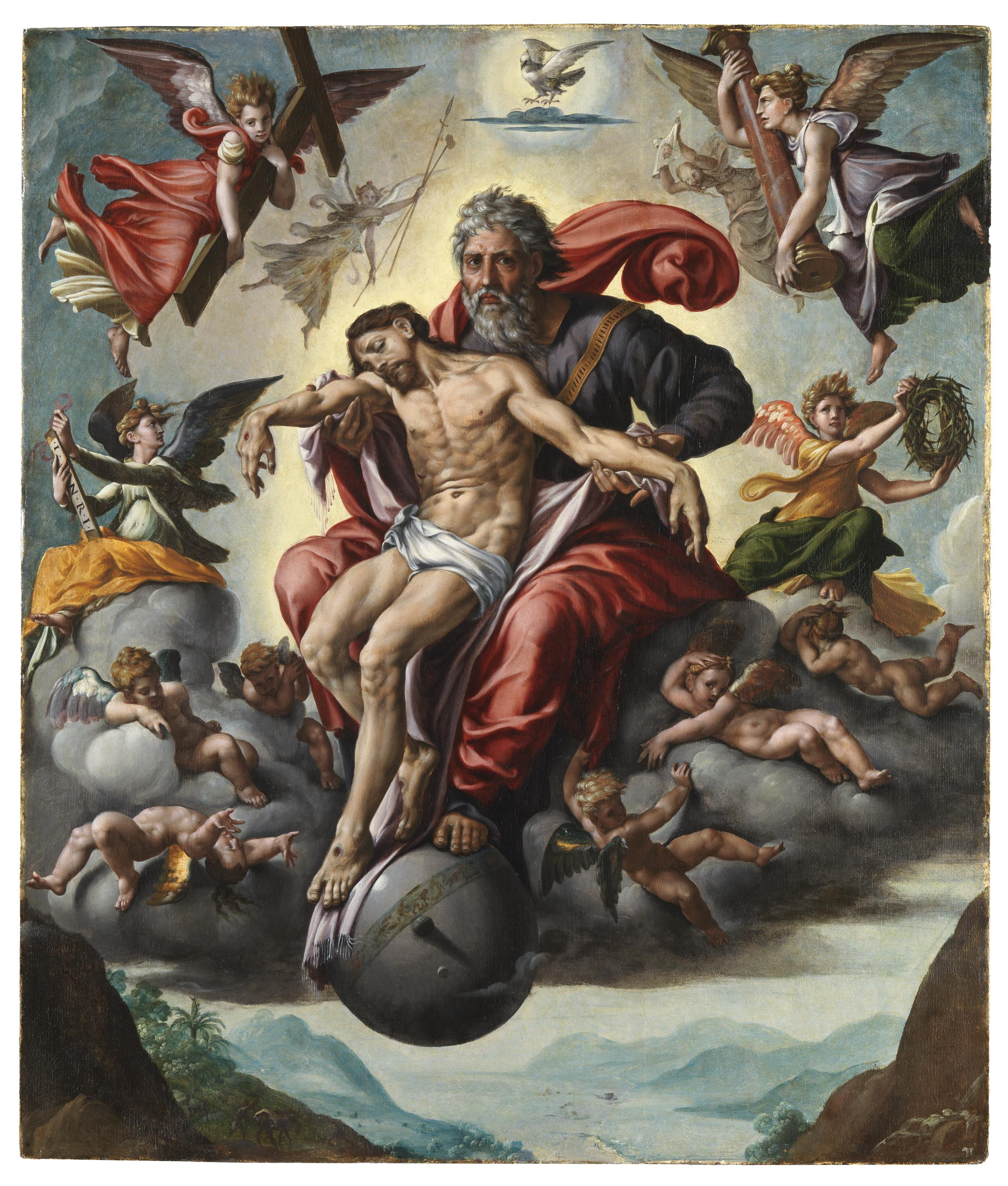
Ян Корнеліс Вермеєн, Свята Трійця,16 ст.
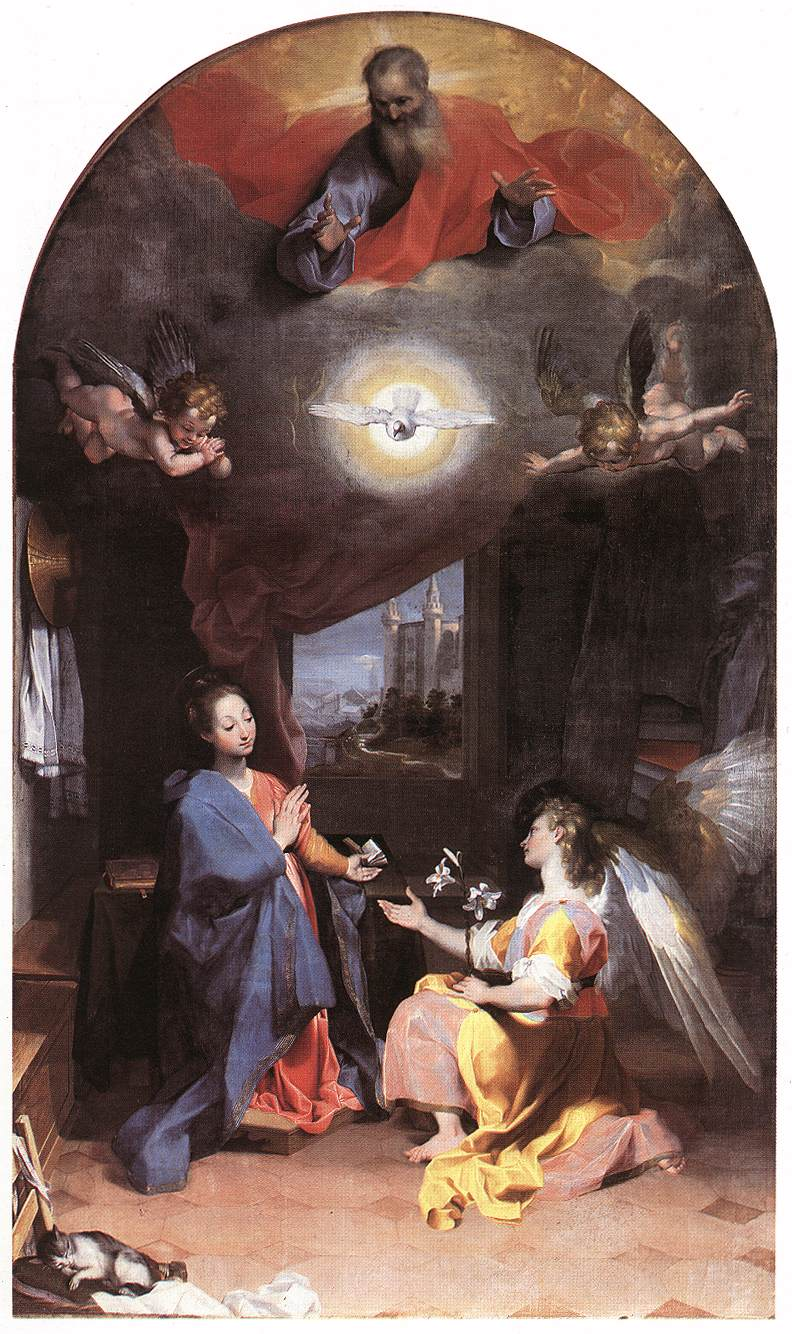
Федеріко Бароччі, Благовіщення, 1592 рік

### XVII століття

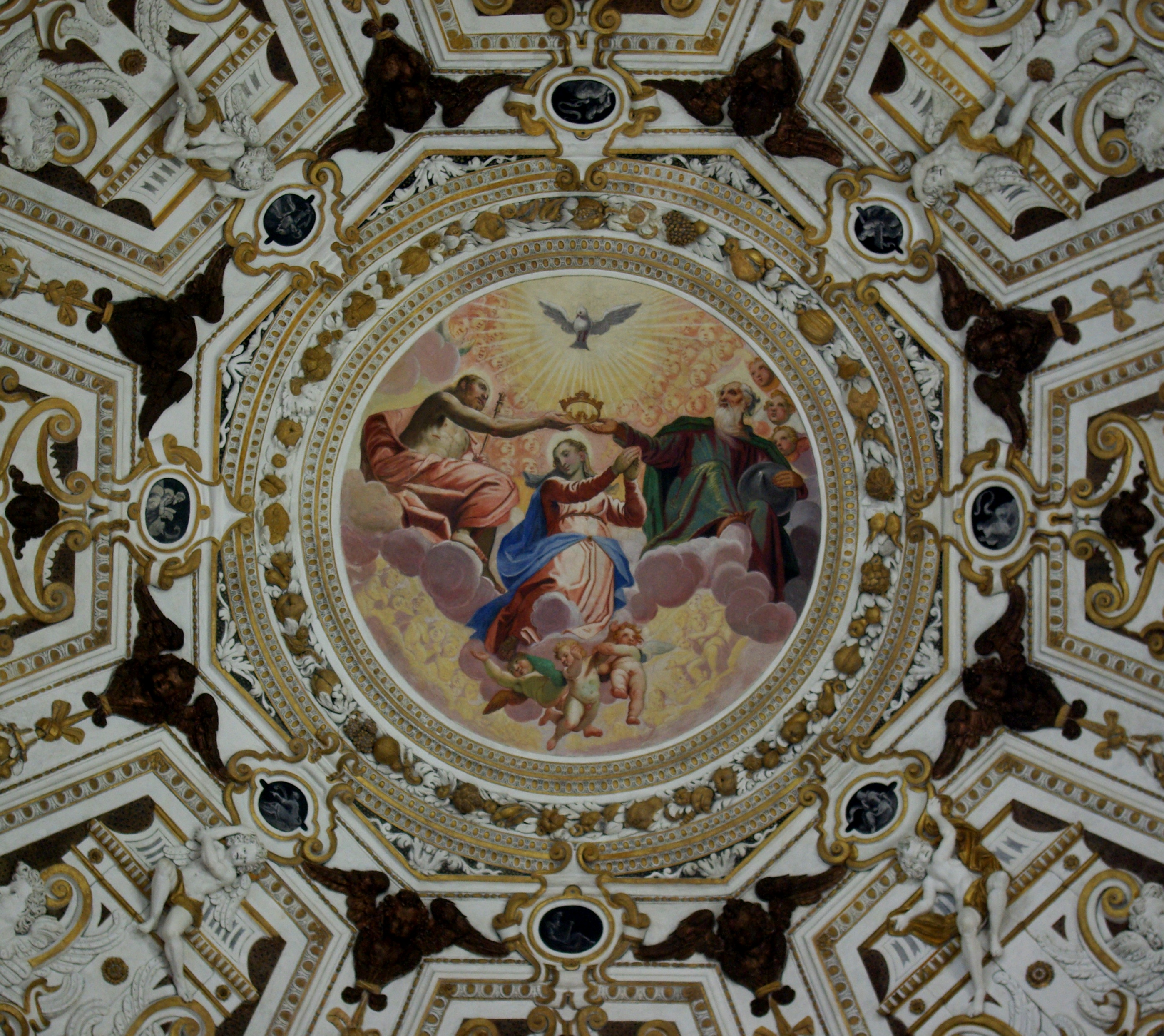
Ріва-дель-Гарда, Італія 1603-1636
Останнє рішення Рубенса (деталь) 1617Останнє рішення Рубенса (деталь) 1617
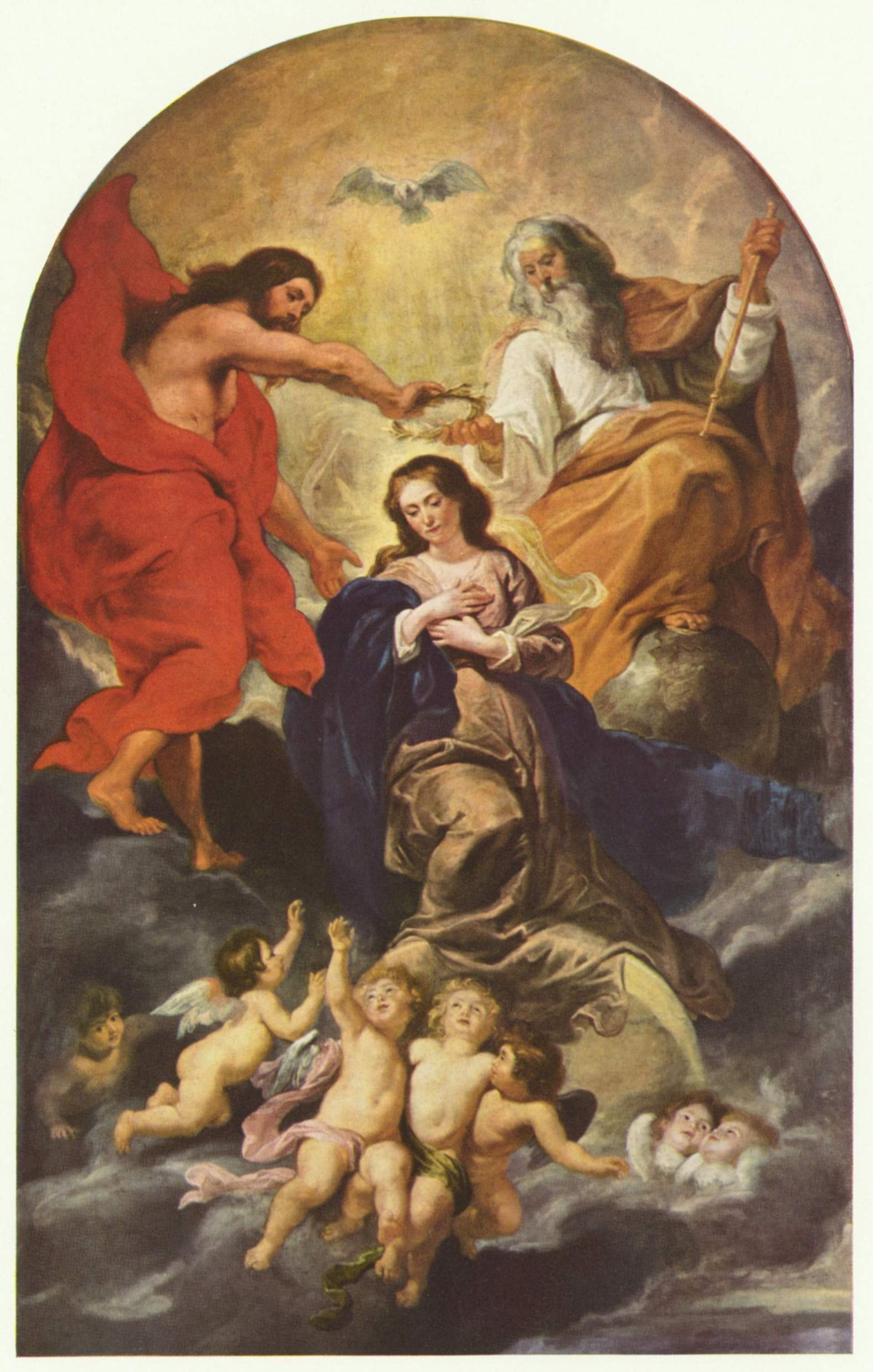
Увінчання Богородиці Рубенс, початок 17 століття
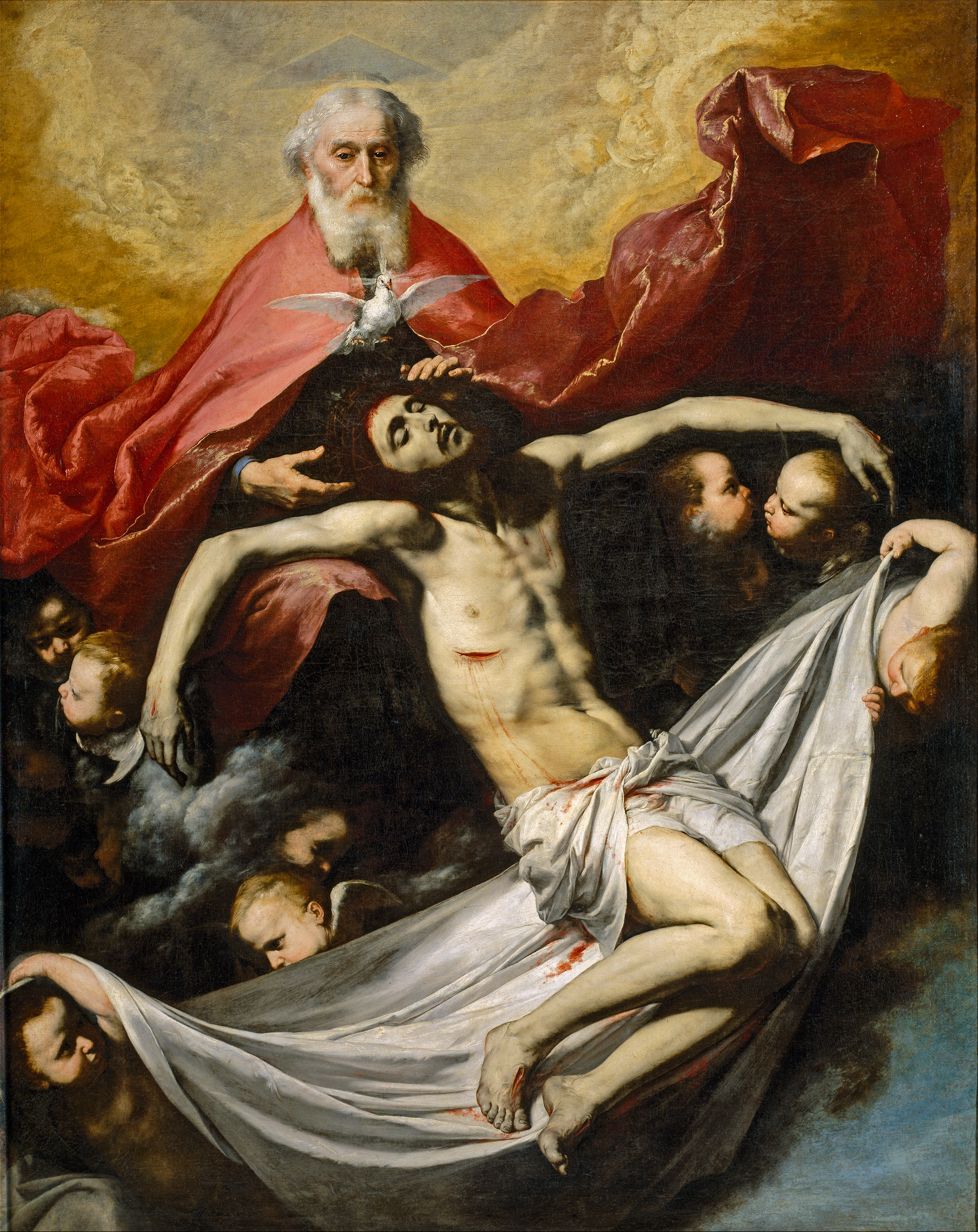
Хосе де Рібера, 1635 рік
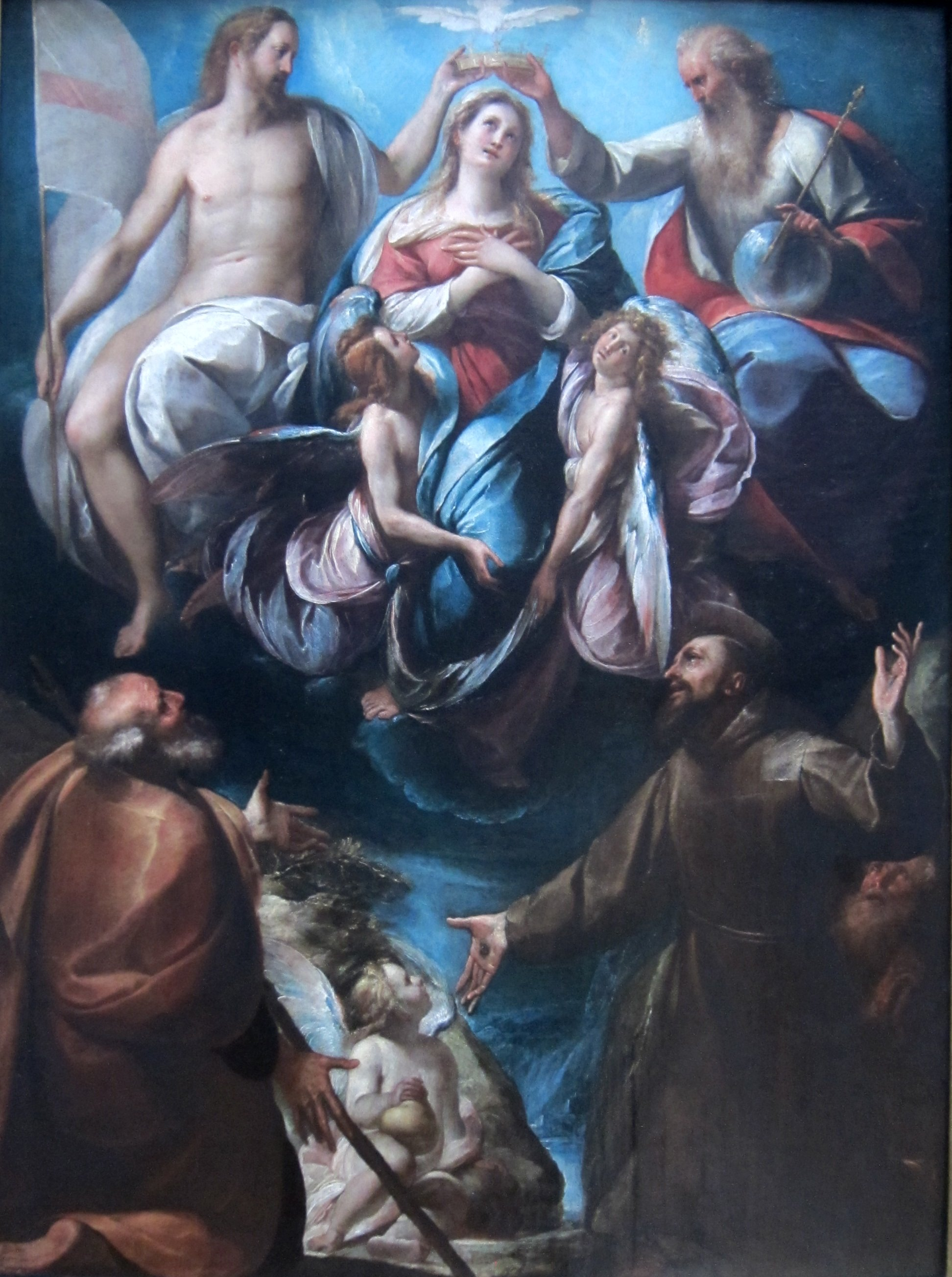
Джуліо Чезаре Прокачіні, Коронація Богородиці, 17 ст.
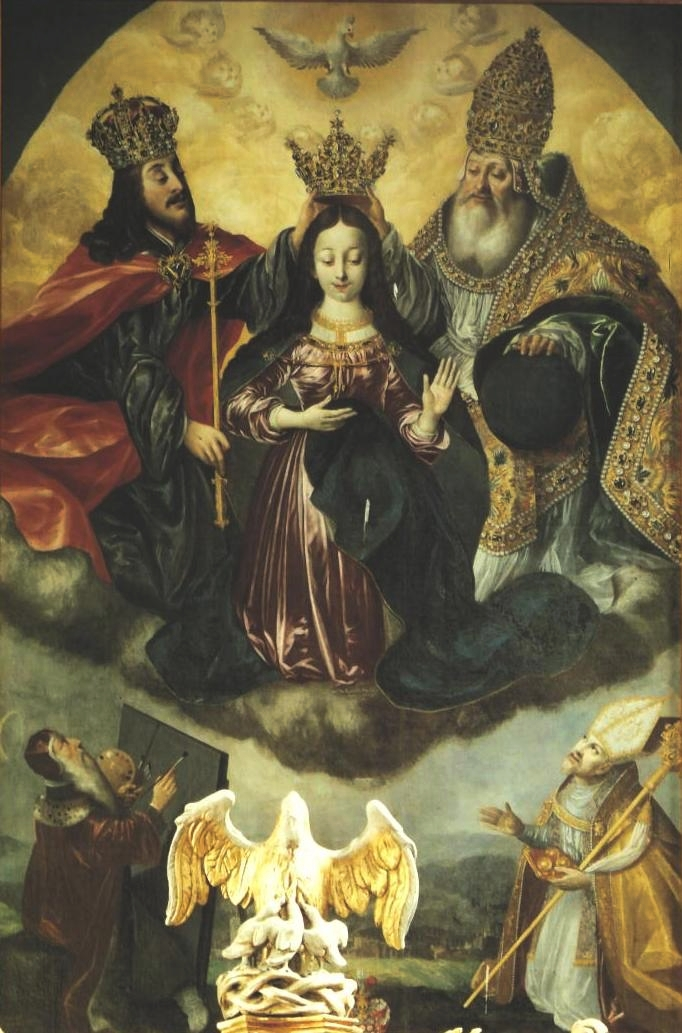
Варфоломей Стробель, Польща, 1643 рік
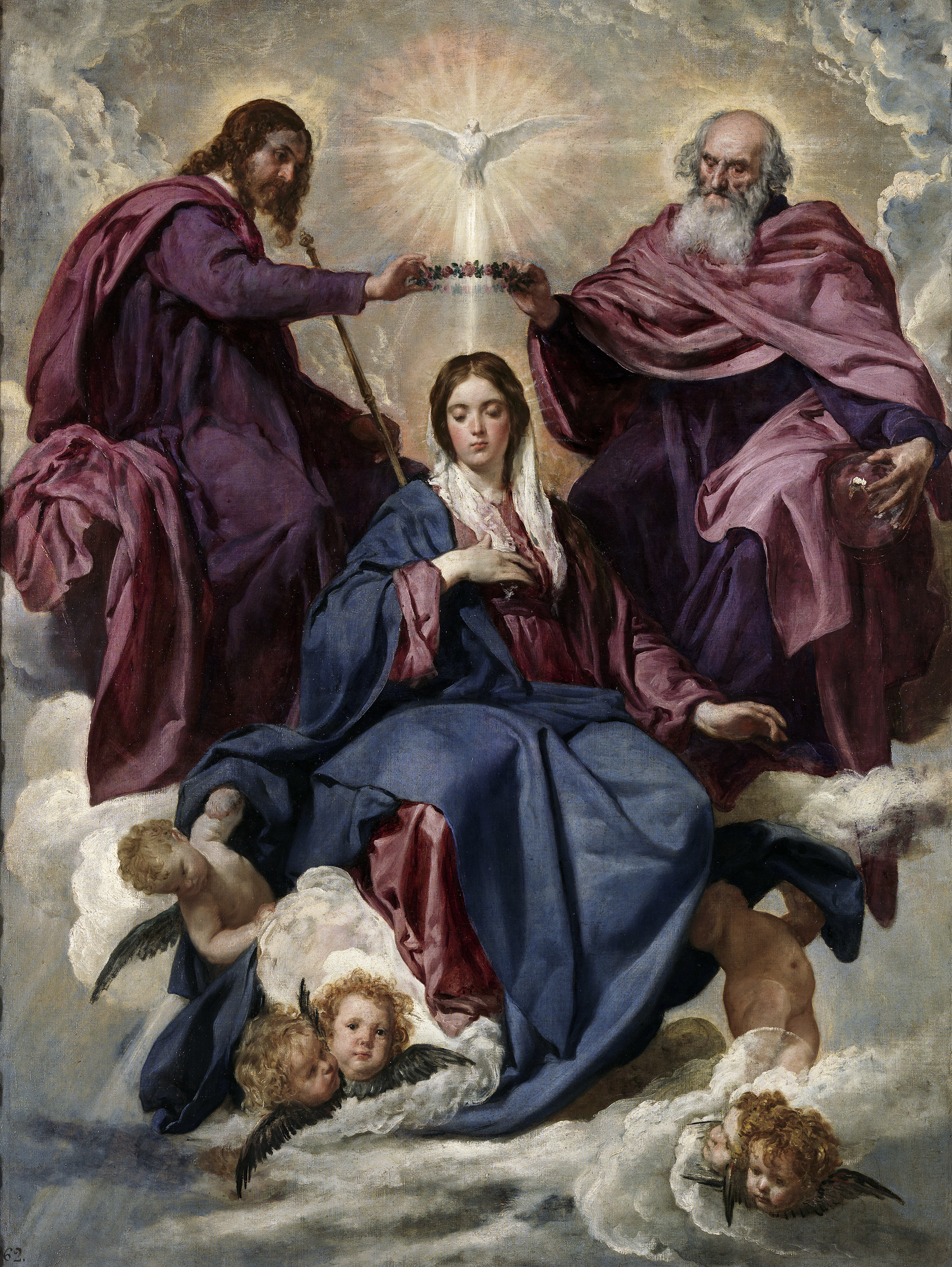
Веласкес, Корона Богородиці, 1645
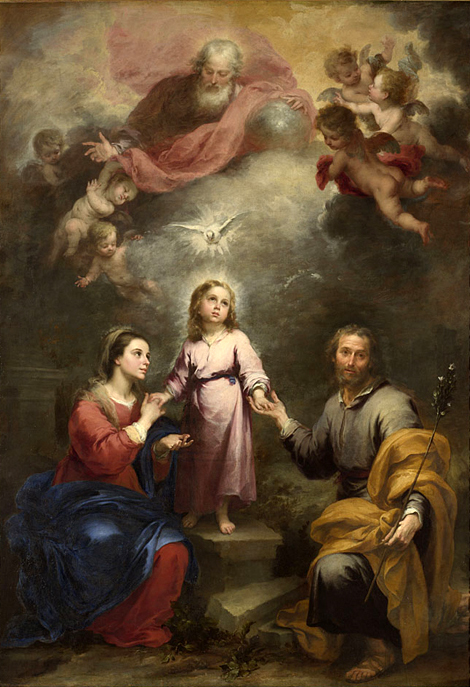
Мурільо, 1675-1682

### XVII-XX ст

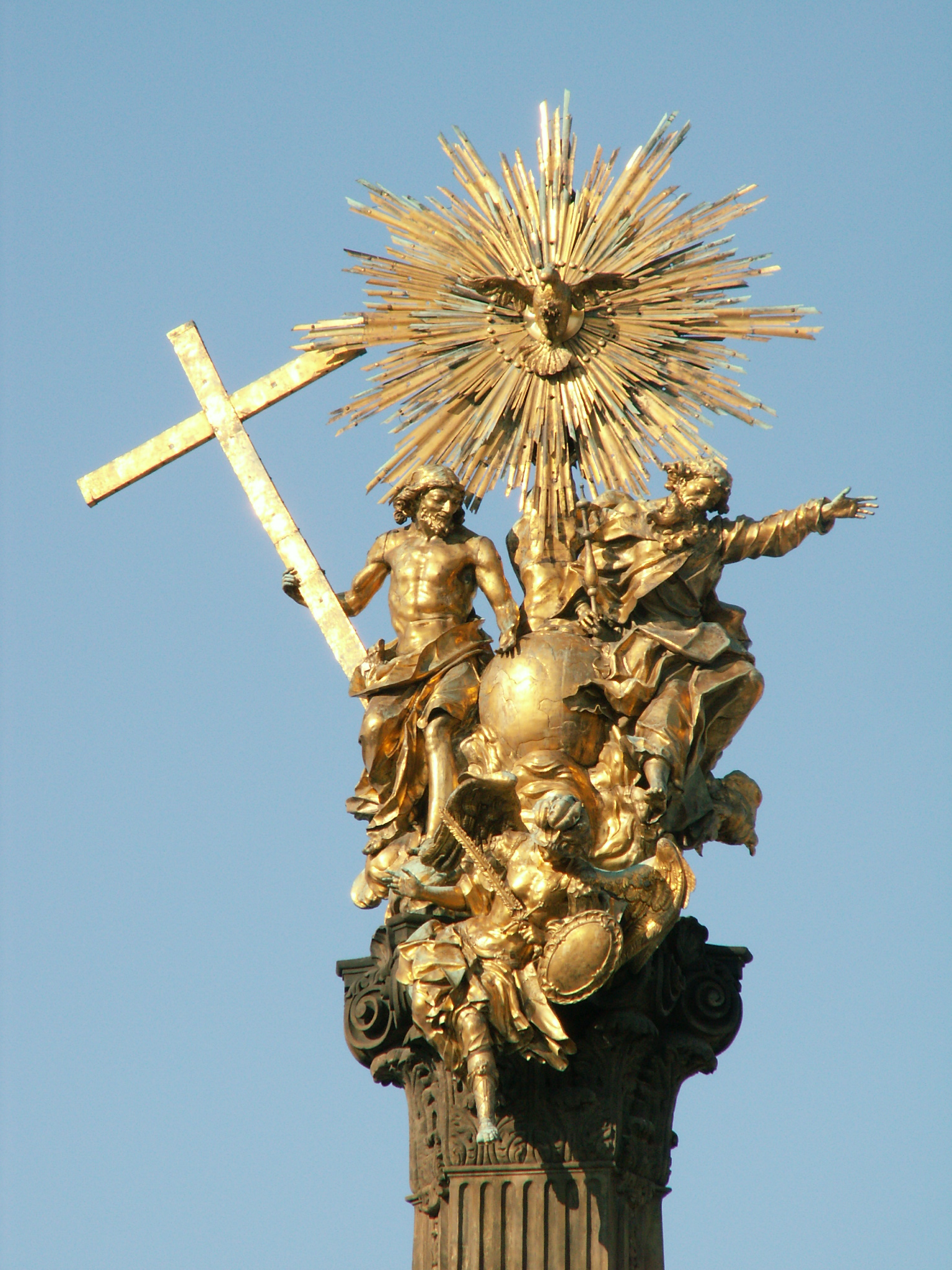
Колона Святої Трійці в Оломоуці, 1754 рік
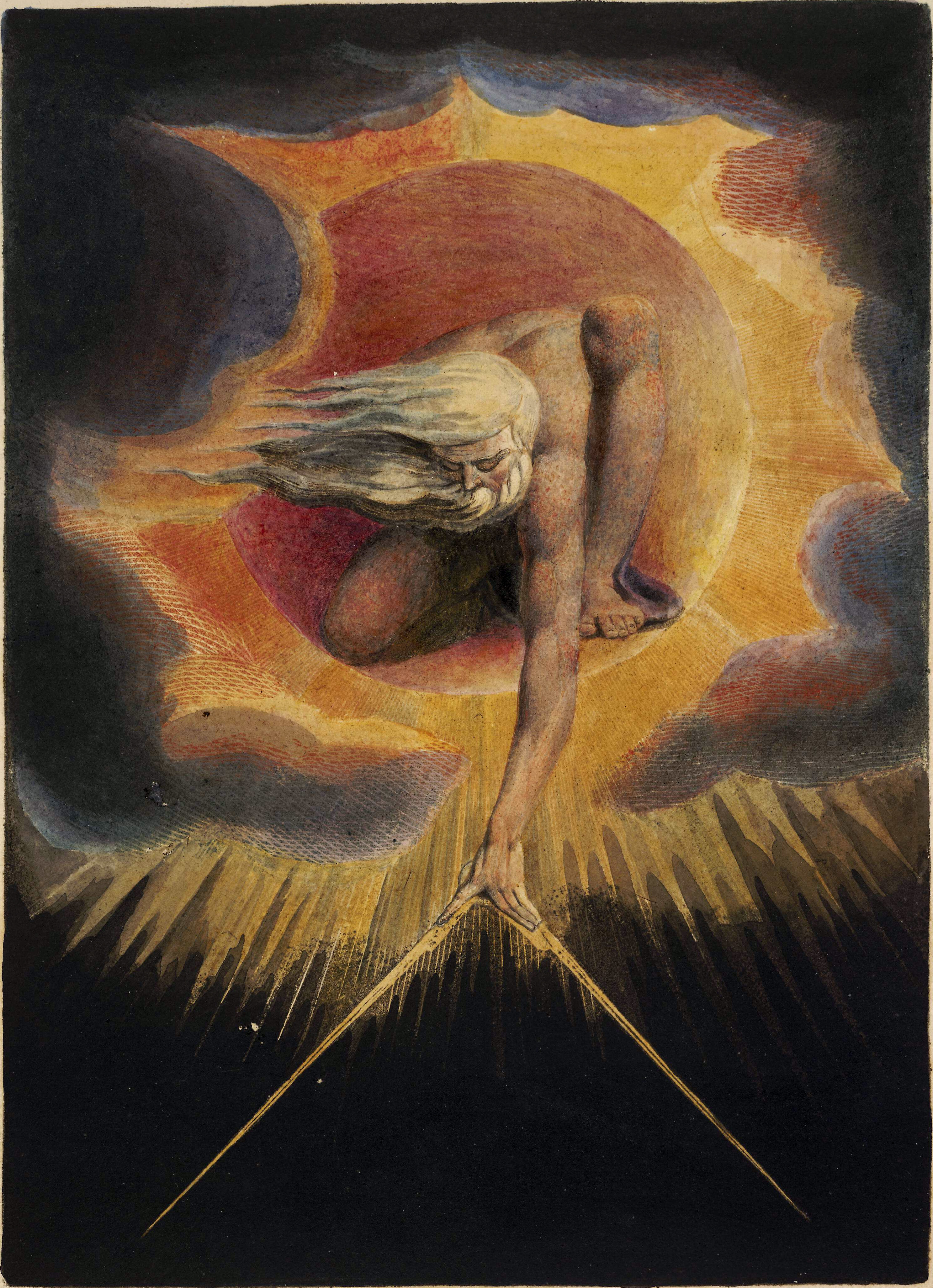
Вільям Блейк, " Стародавні дні", 1794 рік
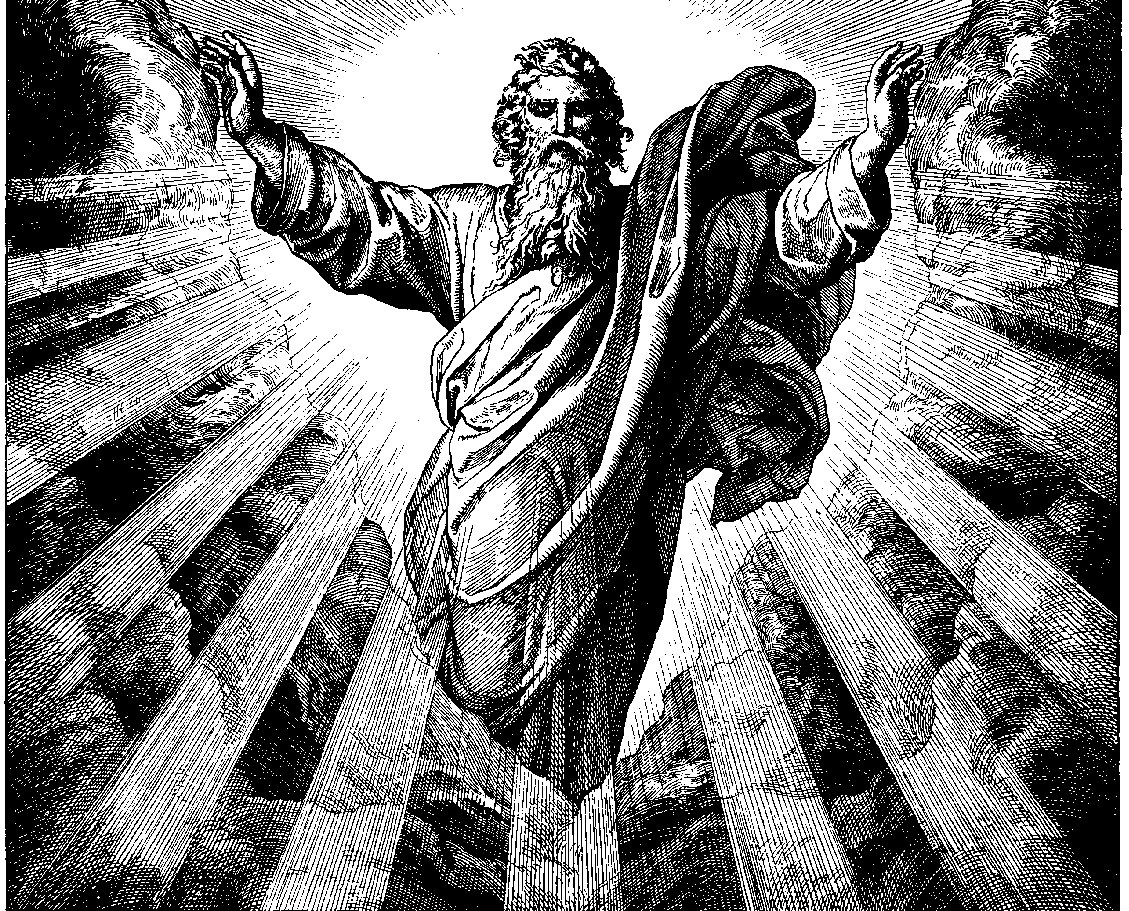
Юліус Шнор, 1860 рік
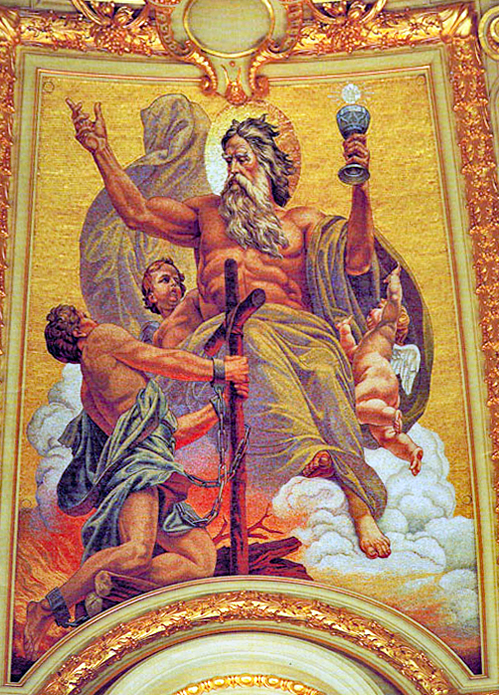
Антон фон Вернер, Берлінський собор, бл. 1900 рік
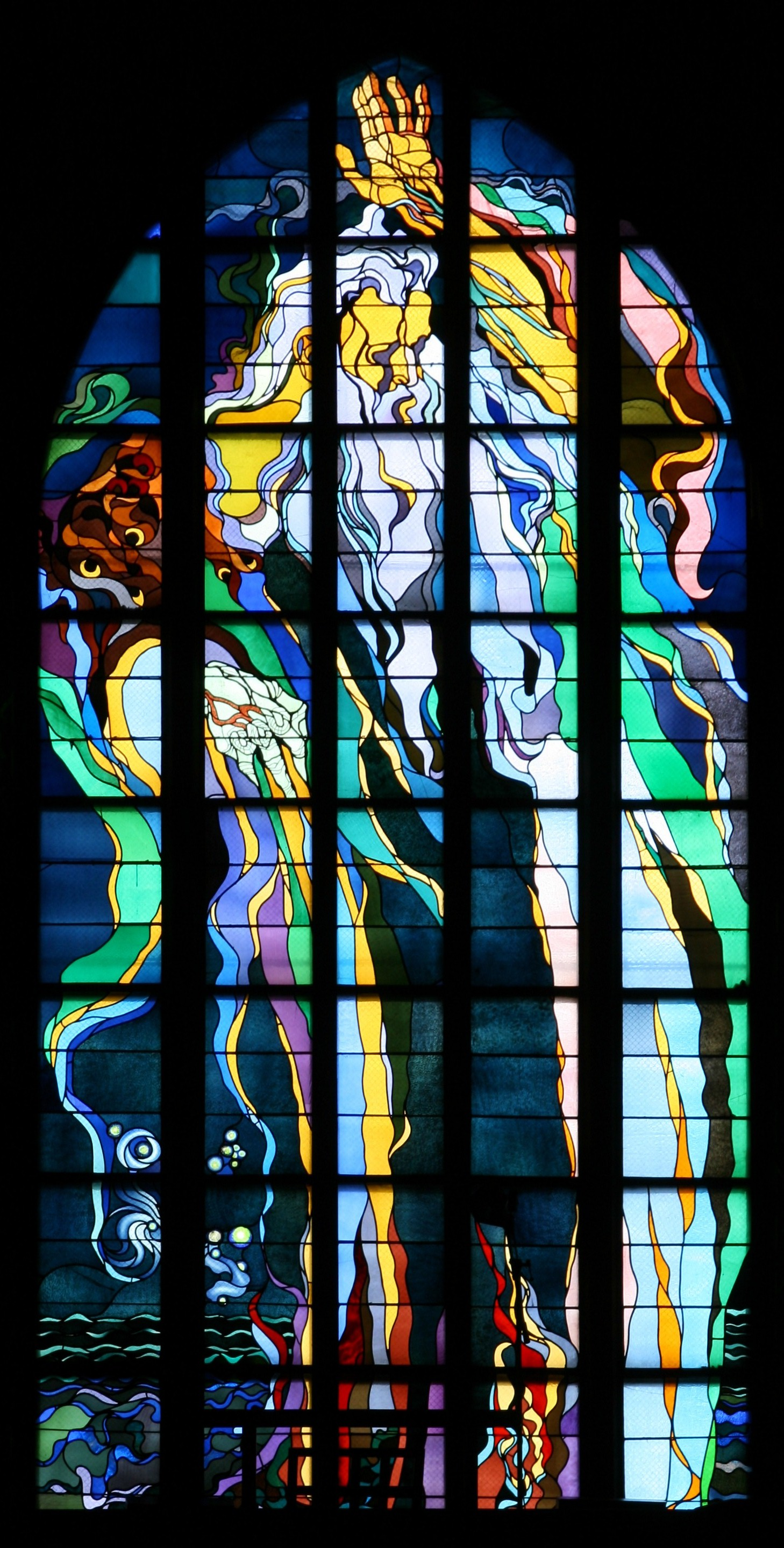
Станіслав Виспянський, вітраж для церкви Святого Франциска в Кракові, бл. 1900 рік
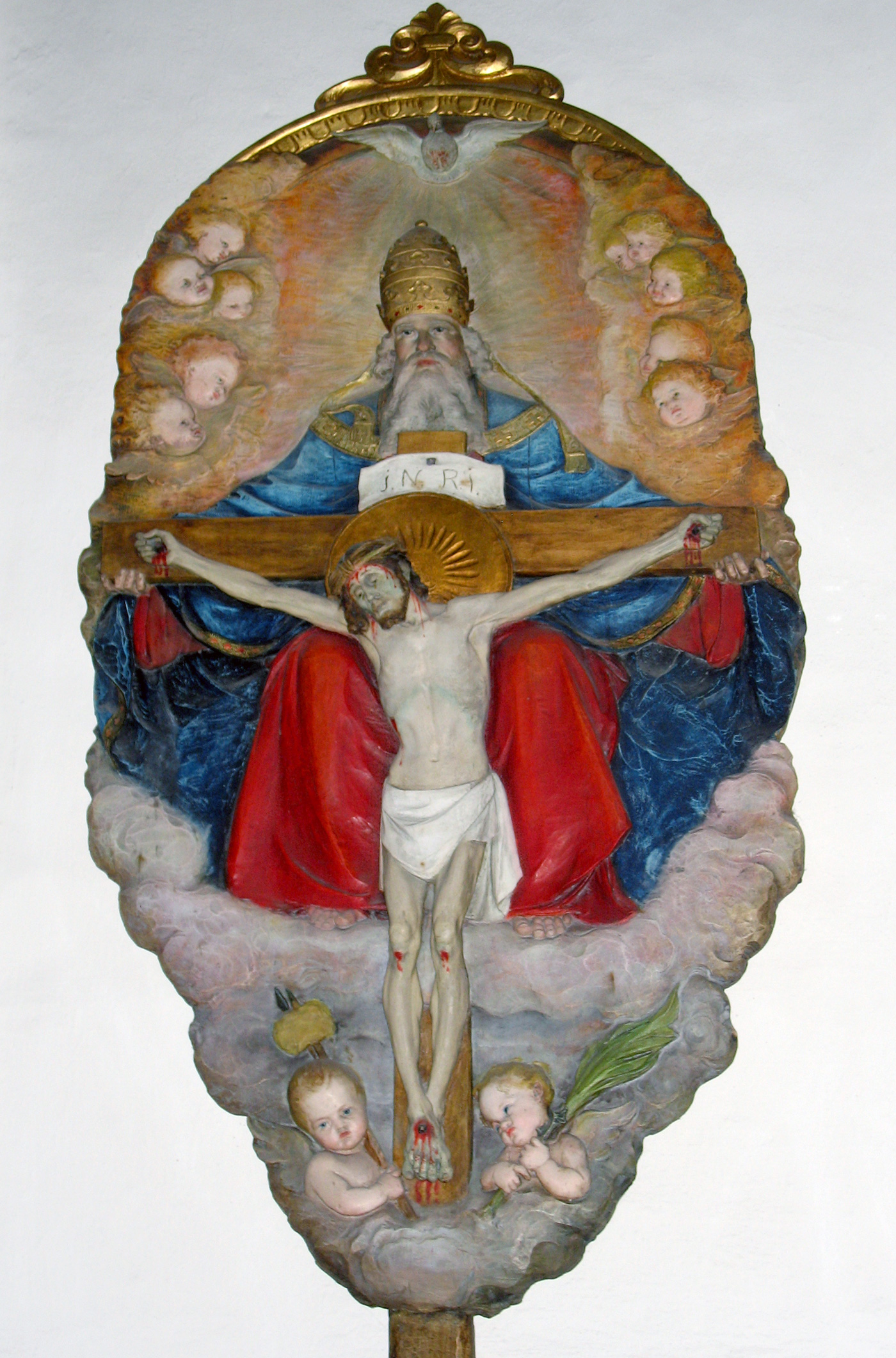
Валь Гардена, Італія, 1910 рік
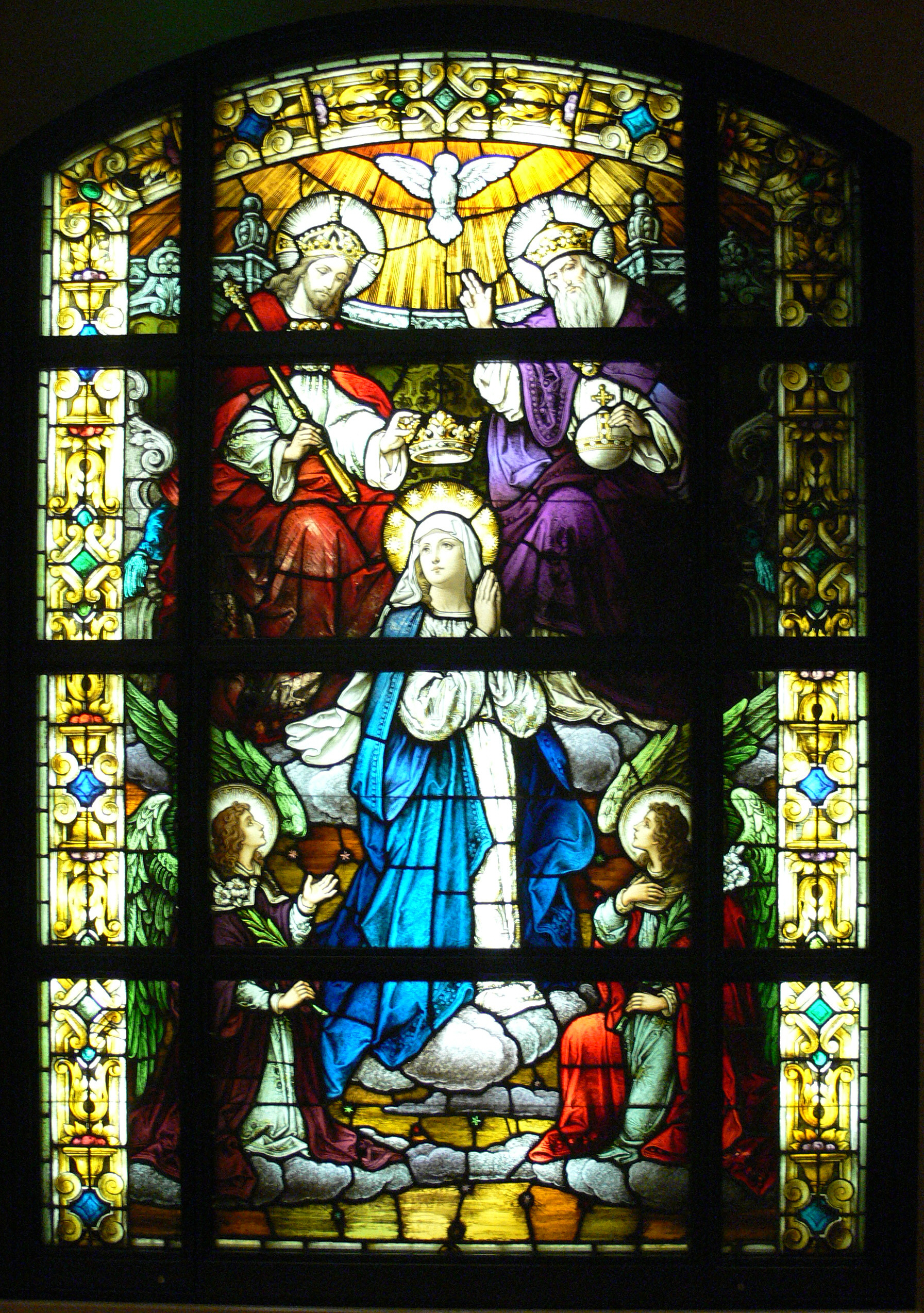
Собор Лос-Анджелеса, вітраж 1920-х років